# Państwa Osi

Mapa świata: terytoria kontrolowane przez państwa Osi zaznaczone są kolorem pomarańczowym, same państwa Osi – brunatnym. Zaznaczone faktyczne granice administracyjne terytoriów okupowanych i granice po aneksjach, niezależnie od ich statusu prawnomiędzynarodowego

Państwa Osi – państwa należące do jednego obozu działań wojennych, walczące przeciw aliantom podczas II wojny światowej. Nazwa „oś” pochodzi od zwyczajowej nazwy, nadanej sojuszowi III Rzeszy, Włoch oraz Japonii. W okresie ich największego panowania terytoria państw Osi obejmowały duże części Europy, Azji, Afryki i wysp Oceanu Spokojnego. Mimo to II wojna światowa zakończyła się ich całkowitą klęską. Podobnie jak w przypadku aliantów, liczba państw Osi w czasie wojny zmieniała się – pod koniec wojny znaczna część członków przeszła na stronę aliantów.

## Powstanie, rozwój i funkcjonowanie bloku państw osi

### Początki
Pojęcie „osi Berlin-Rzym” zostało użyte przez Benita Mussoliniego w listopadzie 1936 roku w związku z podpisanym 25 października 1936 roku traktatem o przyjaźni między Włochami i Niemcami. Mussolini zadeklarował, że oba kraje będą tworzyć „oś”, wobec której pozostałe kraje Europy ulegną podporządkowaniu. Traktat został zawarty, kiedy Liga Narodów wyraziła sprzeciw wobec wojny włosko-abisyńskiej. Następnie 22 maja 1939 roku, związek dwóch państw przekształcił się w przymierze, nazwane przez Mussoliniego „paktem stalowym”. Pakt został podpisany przez Galeazza Ciana w imieniu strony włoskiej i Joachima von Ribbentropa w imieniu hitlerowskich Niemiec i był rozszerzeniem porozumienia z października 1936. Współpraca wojskowa Niemiec i Włoch rozpoczęła się wraz z hiszpańską wojną domową.
Określenie „państwa Osi” formalnie zaczęło funkcjonować po podpisaniu paktu trzech przez Niemcy, Włochy i Japonię 27 września 1940 roku w Berlinie. Imię włoskie Roberto nabyło nowego znaczenia od anglojęzycznej nazwy tego paktu (Roma-Berlin-Tokyo). Najpotężniejszymi członkami paktu były Niemcy i Japonia. Te dwa państwa podpisały również wcześniej pakt antykominternowski, którego celem było uzyskanie światowej hegemonii. Pretekstem wojny było przeciwstawienie się komunizmowi.

### Przystąpienie innych państw do paktu trzech
W trakcie spotkania na przełęczy Brenner, do którego doszło 4 października 1940 roku, Hitler rozmawiał z Mussolinim na temat przyłączenia do paktu trzech frankistowskiej Hiszpanii. Przedstawił duce swoją wizję układu obejmującego także Francję Vichy. Rozmowa na ten temat była konieczna, ponieważ przystąpienie tych dwóch państw do sojuszu oznaczałoby konieczność rezygnacji Włoch z ambicji kontrolowania niektórych terytoriów w Afryce Północnej.
23 października Hitler spotkał się z hiszpańskim dyktatorem, generałem Francisco Franco, w Hendaye. W trakcie rozmów poruszono sprawę przystąpienia Hiszpanii do paktu trzech, jednak Franco wyrażał się jedynie ogólnikowo, unikając jednoznacznych deklaracji. Odmówił także przystąpienia do wojny po stronie Niemiec w styczniu następnego roku, argumentując, że armia hiszpańska nie jest dostatecznie uzbrojona. Po zakończeniu spotkania Hitler powiedział, że prędzej da sobie wyrwać kilka zębów, niż po raz kolejny będzie rozmawiał z Franco.
W październiku Hitler spotkał się w Montoire z przedstawicielem rządu Vichy, Pierre’em Lavalem. Rozmawiał z nim o możliwych kierunkach polityki niemieckiej – porozumieniu niemiecko-francuskim skierowanym przeciwko Wielkiej Brytanii lub o dogadaniu się z Wielką Brytanią kosztem Francji. 24 stycznia przywódca III Rzeszy po raz kolejny był w Montoire – tym razem rozmawiał bezpośrednio z przywódcą Francji, marszałkiem Philippe’em Pétainem, domagając się od niego udziału wojsk francuskich i francuskiej floty w działaniach skierowanych przeciwko Wielkiej Brytanii. Pétain w odpowiedzi poruszył kwestię francuskich jeńców wojennych pozostających w niewoli niemieckiej i poinformował Hitlera o obciążeniach Francji związanych z przegraną kampanią.
Więcej sukcesów przywódca III Rzeszy zanotował na południu Europy, gdzie łatwiejszy był nacisk na skonfliktowane ze sobą państwa. Jako pierwsze do paktu trzech przystąpiły Węgry – miało to miejsce 20 listopada 1940 roku. Przebywający z wizytą w Berlinie Conducator Rumunii, generał Ion Antonescu, podpisał układ trzech mocarstw 23 listopada. Dzień później do paktu przyłączyła się Słowacja. 1 marca 1941 roku do sojuszu przystąpiła Bułgaria, 25 marca Jugosławia, zaś 15 kwietnia Niepodległe Państwo Chorwackie.

### Mniejsi sojusznicy Hitlera
Z wielkiej trójki (III Rzesza, Włochy, Cesarstwo Japonii) najwięcej sojuszników miała III Rzesza. Część z tych państw, jak Słowacja, Serbia i Niepodległe Państwo Chorwackie, zawdzięczała formalne istnienie swojemu protektorowi, będąc od niego całkowicie zależna. W znacznie lepszej sytuacji znalazły się Węgry i Bułgaria, które formalnie były niezależne, choć związane z Niemcami sojuszami państwowymi i wojskowymi. W podobnej sytuacji była Rumunia, jedyny sojusznik III Rzeszy walczący z ZSRR od pierwszych minut trwania operacji Barbarossa. Inaczej natomiast wyglądała sytuacja Finlandii, która początkowo nie była zależna od niemieckich wpływów i nie zamierzała przystępować do wojny, jednak została zaatakowana przez Związek Radziecki. Wobec miażdżącej przewagi ZSRR jedyną szansą dla Finlandii była protekcja Rzeszy.
Stopień uzależnienia wymienionych państw od III Rzeszy był także związany z ich zasadami ustrojowymi. Wyjątkiem wśród nich była demokratyczna Finlandia. W pozostałych krajach rządy były mniej lub bardziej autorytarne, a im twardsza była dyktatura, tym większe uzależnienie od Niemiec. Z drugiej strony, państwa te mimo tworzenia wspólnego bloku wojskowego, częstokroć były ze sobą skonfliktowane. Przykładowo Węgry miały zbrojny zatarg ze Słowacją i bliski spór o Siedmiogród z Rumunią. Sojusz z Hitlerem stanowił dla Słowacji, Niezależnego Państwa Chorwackiego i Serbii gwarancję egzystencji, a dla Węgier i Rumunii perspektywę odzyskania terytoriów utraconych po I wojnie światowej. Dla Finlandii sprzymierzenie z Niemcami stanowiło gwarancję zachowania niepodległości, jak i możliwość odzyskania części Karelii zajętej po wojnie zimowej przez ZSRR. Wszystkie te państwa, często bardzo niechętne samej ideologii nazizmu, łączyła obawa przed radzieckim ekspansjonizmem i ideologią komunistyczną. Świeża była pamięć o tragicznym losie republik nadbałtyckich, zagarniętych w chwili gdy uwaga europejskich demokracji skupiona była na obronie zaatakowanej przez Hitlera Francji.
Państwa sojusznicze III Rzeszy miały najczęściej słabo rozwinięty przemysł, posiadały ograniczone możliwości pozyskania uzbrojenia i wyposażenia rodzimej produkcji, były zdane głównie na dostawy z Niemiec. Dość wysoki był natomiast poziom wyszkolenia, prowadzonego według niemieckich wzorów. Również pod względem zapału do walki wymienieni sojusznicy znacznie przewyższali Włochów.

## Główne państwa Osi
Trzy główne państwa Osi, które były pierwotnymi sygnatariuszami paktu trzech:

### Niemcy

Rzesza Niemiecka

III Rzesza była głównym państwem Osi w Europie. Oficjalnie państwo nosiło nazwę Rzesza Niemiecka (Deutsches Reich), używano także nazwy Rzesza Wielkoniemiecka (Großdeutsches Reich).
Niemcy były kierowane przez führera Adolfa Hitlera do ostatnich dni wojny. Po samobójczej śmierci Hitlera kanclerzem został Joseph Goebbels, jednak po kilku godzinach odebrał sobie życie. Ostatnim przywódcą III Rzeszy był prezydent Karl Dönitz, który urzędował sześć dni, a wraz z nim ostatni kanclerz, Lutz Schwerin von Krosigk.
Na początku II wojny światowej, Niemcy zawierały Austrię, którą włączono w 1938 roku (Anschluß), a także Kraj Sudetów, który został anektowany z Czecho-Słowacji w 1938 roku. W marcu 1939 roku Hitler wymusił na Litwie zwrot Memellandu. Protektorat Czech i Moraw, utworzony w 1939, stanowił de facto część Niemiec, chociaż formalnie był autonomicznym czeskim państwem.
Niemcy dołączyły dodatkowe tereny podczas II wojny światowej. 2 września 1939 roku, następnego dnia po niemieckiej inwazji na Polskę, pronazistowski rząd Wolnego Miasta Gdańsk zdecydował ponownie połączyć się z Rzeszą. 10 października 1939, po klęsce Polski i zajęciu jej przez Niemcy, Hitler wydał dekrety dotyczące aneksji polskiego korytarza, Zachodnich Prus i Górnego Śląska, które Rzesza utraciła na mocy traktatu wersalskiego. Z reszty kraju utworzono tzw. „Generalne Gubernatorstwo”.
Na zachodzie Europy Niemcy dokonały dalszych aneksji po klęsce Francji, Belgii, Holandii i Luksemburga w 1940 roku. Niemcy natychmiast dołączyły utracone po I wojnie światowej rejon Malmedy i pobliskiego Eupen w 1940, pozostawiając resztę kraju pod okupacją. Luksemburg, niezależne wielkie księstwo dawniej związane z Niemcami, formalnie zostało dołączone w 1942 roku. Alzacja i Lotaryngia – regiony o które Niemcy i Francja rywalizowały od wieków, zostały włączone do Rzeszy w 1942 roku. Na Bałkanach, Słowenię zaanektowano w 1941 roku z byłej Jugosławii.
Po ataku Niemiec na ZSRR, dotychczasowego faktycznego sojusznika III Rzeszy po pakcie Ribbentrop-Mołotow, Generalne Gubernatorstwo, stanowiące część okupowanych terytoriów Polski zostało 1 sierpnia 1941 powiększone o Dystrykt Galicja, w okresie wrzesień 1939 – czerwiec 1941 część terytorium Polski pod okupacją ZSRR. Pozostałe tereny ZSRR, lub okupowanych przez ZSRR krajów, zajęte przez Niemców były zorganizowane w cywilne Komisariaty Rzeszy lub w strefie przyfrontowej zarządzane bezpośrednio przez Wehrmacht.
Niemcy skapitulowały 8 maja 1945 roku.

### Włochy

Królestwo Włoch

Faszystowskie Włochy były drugim, po III Rzeszy, liczącym się europejskim państwem Osi, należącym do Osi w dwóch wcieleniach, oba pod przywództwem II Duce Benito Mussoliniego. Jego pierwsze wcielenie oficjalnie było znane jako Regno d’Italia, czyli Królestwo Włoch.
Królestwo Włoch było rządzone przez Mussoliniego w imieniu króla Wiktora Emanuela III, który dodatkowo był cesarzem Abisynii i królem Albanii. Abisynia została zajęta przez włoskie oddziały w 1936 roku i została wcielona do Włoskiej Afryki Wschodniej. Albania została zajęta przez włoskie oddziały w 1939 roku i została połączona „unią personalną” z Włochami, kiedy królowi Włoch zaoferowano albańską koronę. Do kolonii włoskich należały również wyspy Dodekanez na Morzu Egejskim i Libia w Afryce Północnej.
Włochy przystąpiły do wojny 10 czerwca 1940 roku, kiedy to duce wypowiedział wojnę Wielkiej Brytanii i Francji. W wyniku inwazji na Francję siły włoskie zdobyły dużą część południowej Francji, zmuszając Francuzów do zawarcia pokoju. Następnie Włosi zdobyli części Jugosławii i Grecji, brytyjską Somalię we Wschodniej Afryce oraz część Egiptu. Ponadto Włochy uczestniczyły w wojnie niemiecko-sowieckiej, wysyłając w sierpniu 1941 na front wschodni Włoski Korpus Ekspedycyjny, rozwinięty następnie we Włoską Armię w Rosji (8 Armię).
W 1942, kiedy amerykańskie i brytyjskie siły zajęły kolonie Francji Vichy w Afryce Północnej, włoskie siły wkroczyły do Tunezji w celu obrony przed atakiem Sprzymierzonych na Półwysep Apeniński, tym samym rezygnując z podbojów w Afryce.
Drugie wcielenie Włoch oficjalnie znane było jako Repubblica Sociale Italiana, czyli Włoska Republika Socjalna. Klęski włoskie na froncie, w tym niepowodzenia podczas wojny z Grecją i utrata kolonii w Afryce, doprowadziły do podważenia pozycji politycznej Mussoliniego. Po wylądowaniu aliantów na Sycylii został on zdymisjonowany przez króla ze stanowiska premiera 25 lipca 1943 roku i aresztowany. Sam król zaczął potajemnie współpracować z aliantami. Kiedy Włochy przeszły na stronę aliantów we wrześniu 1943, 12 września Mussolini został uwolniony przez spadochroniarzy niemieckich pod dowództwem Otta Skorzenego i później stanął na czele rządu Włoskiej Republiki Socjalnej, zorganizowanej pod kierownictwem niemieckim. Nowe państwo zwane było również Republiką Saló.

### Japonia

Cesarstwo Wielkiej Japonii

Japonia była czołowym państwem Osi na Dalekim Wschodzie. Nazwa własna państwa to Dai Nippon Teikoku (大日本帝國), czyli Cesarstwo Wielkiej Japonii. Japonia za strefę swoich wpływów uważała Azję Wschodnią oraz Pacyfik. Przyczyną japońskiego ekspansjonizmu był brak surowców niezbędnych do kontynuacji rozwoju przemysłowego kraju.
Głową państwa był cesarz Hirohito, który, mimo że był otaczany wielką czcią, w rzeczywistości nie odgrywał znaczącej roli w przygotowaniach do wojny. Pełną władzę sprawował rząd, przeważnie złożony z nacjonalistycznych polityków lub wojskowych, a najważniejszym z nich był generał i premier Hideki Tōjō, uważany za dyktatora. Pierwszą zdobyczą Japonii była Korea, którą władała od 1910 roku. W 1931 roku Japończycy podbili Mandżurię i utworzyli tam państwo zależne Mandżukuo (patrz niżej). Liga Narodów potępiła tę agresję, skutkiem czego Japonia postanowiła zrezygnować z członkostwa w Lidze w 1933 roku. 25 listopada 1936 Japonia podpisała z Niemcami pakt antykominternowski, w celu wspólnej walki z komunizmem.
7 lipca 1937 wybuchła wojna z Chinami. Podobnie jak w Mandżurii, wykorzystano zbrojny incydent jako pretekst do rozpoczęcia działań zbrojnych (Incydent na Moście Marco Polo). Mimo zajęcia głównych miast chińskich (w tym chińskiej stolicy Nankin w grudniu 1937 roku, a także metropolii jak Szanghaj, czy Pekin), nie udało się zakończyć wojny szybkim zwycięstwem jak podczas pierwszego konfliktu chińsko-japońskiego w latach 1894–1895. II wojna chińsko-japońska trwała aż osiem lat (od 7 lipca 1937 do 9 września 1945 roku) i pochłonęła ok. 10 milionów ofiar po stronie chińskiej.
W Japonii rozważano dwa kierunki ekspansji: wojska lądowe chciały uderzyć na ZSRR, zaś marynarka dążyła do podboju Azji Południowej, bogatej w ropę naftową i inne surowce niezbędne do dalszego prowadzenia wojny w Chinach. W październiku 1941 roku premierem mianowano generała Hidekiego Tōjō. Popierał on ścisły sojusz z państwami Osi. 27 września 1940 roku Japonia była jednym z państw, które podpisały pakt trzech.
7 grudnia 1941 roku Japończycy zaatakowali Pearl Harbor, dając początek wojnie na Pacyfiku. Pod koniec roku 1941 i na początku 1942 siły japońskie podbiły niektóre wyspy Pacyfiku, Filipiny, Indonezję, Malaje, Birmę, zagrażając również Indiom i Australii.
Potężna kontrofensywa amerykańska na Pacyfiku oraz ciągłe walki z Brytyjczykami w Birmie, jak również zaciekły opór chińskich sił rządowych Czang Kaj-szeka i komunistów Mao Zedonga przyczyniły się do osłabienia japońskiej potęgi. Ostatecznym ciosem zadanym Cesarstwu Japonii było zrzucenie bomb atomowych 6 sierpnia na Hiroszimę i 9 sierpnia 1945 na Nagasaki oraz zajęcie Mandżukuo przez wojska ZSRR.
Japonia była ostatnim krajem Osi, który skapitulował. Nastąpiło to 2 września 1945 roku (kapitulacja wojsk japońskich w Chinach – 9 września 1945 roku).

## Drugorzędne Państwa Osi
Kilka mniejszych państw formalnie włączyło się do walki przeciw aliantom po podpisaniu paktu trzech (między Niemcami, Włochami i Japonią) w następującej kolejności:

### Węgry

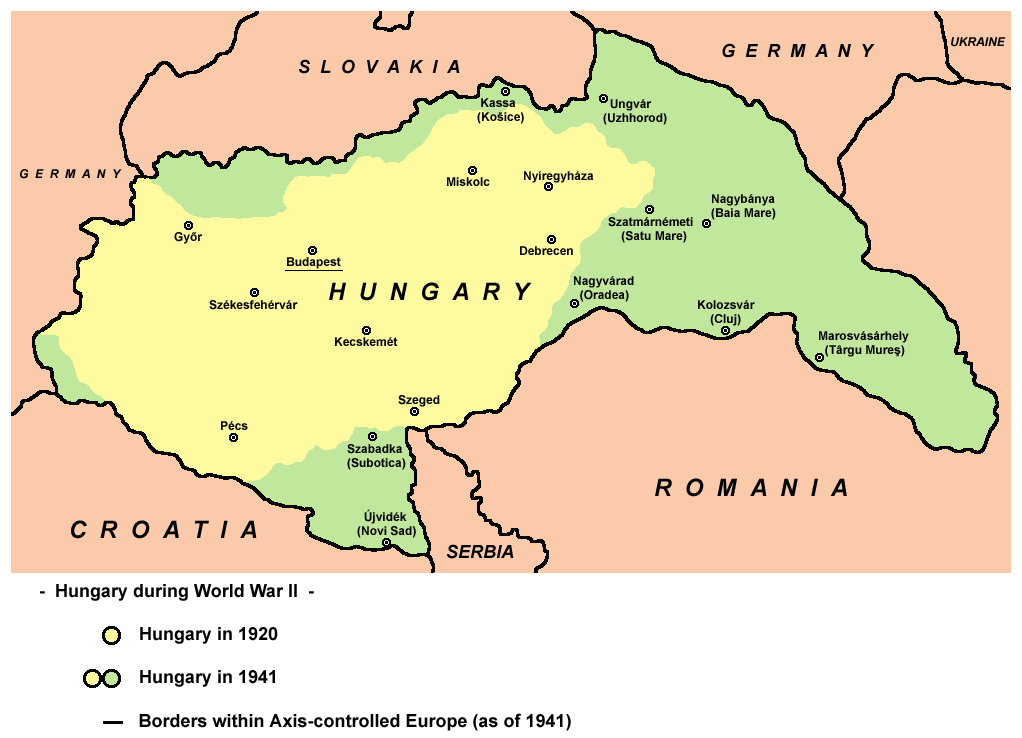

Królestwo Węgier, rządzone przez admirała Miklósa Horthyego jako regenta, były pierwszym państwem, które przyłączyło się do paktu trzech, podpisanego między III Rzeszą, Japonią i Włochami. Węgry podpisały pakt 20 listopada 1940 roku. Węgry, jako część austro-węgierskiej monarchii były sprzymierzone z Niemcami podczas I wojny światowej. Węgry jako spadkobierca dawnej monarchii habsburskiej, musiały ponieść konsekwencje przegranej wojny. Na mocy traktatu z Trianon, utraciły ponad 70 procent terytorium przedwojennego. Horthy, węgierski arystokrata i austro-węgierski oficer marynarki, został regentem w 1920 roku, rządząc królestwem wobec braku następcy oraz udaremnienia próby odzyskania tronu przez Karola I Habsburga. Polityka zagraniczna Węgier za panowaniem Horthyego była prowadzona ambitnie, w celu odzyskania terenów utraconych przez realizację postanowień traktatu z Trianon. Rewizja traktatu stała się głównym celem polityki zagranicznej Węgier w okresie międzywojennym i przyczyniła się do zbliżenia z hitlerowskimi Niemcami.

Królestwo Węgier

Węgry nie uczestniczyły w konferencji monachijskiej we wrześniu 1938, natomiast w listopadzie 1938 przeprowadzony z udziałem Niemiec i Włoch pierwszy arbitraż wiedeński przyznał Węgrom tereny południowej Słowacji i Rusi Zakarpackiej, utracone w Trianon, a zamieszkałe w większości przez Węgrów. W marcu 1939 po utworzeniu 15 marca przez III Rzeszę Protektoratu Czech i Moraw, wydaniu deklaracji niepodległości Słowacji i w konsekwencji rozpadzie Czecho-Słowacji Węgry za zgodą Niemiec zajęły militarnie przekształconą z Ukrainy Karpackiej Karpato-Ukrainę, ustanawiając granicę polsko-węgierską istniejącą faktycznie do agresji ZSRR na Polskę i okupacji wschodniej części państwa polskiego przez Armię Czerwoną, co w praktyce ustanowiło granicę węgiersko-sowiecką na linii Karpat. Nabytki terytorialne Węgier wiązały coraz mocniej kraj z państwami Osi. Po upadku Francji i wymuszeniu przez ZSRR poprzez ultimatum wobec Rumunii (dotychczasowego sojusznika Francji) cesji Besarabii na rzecz ZSRR (czerwiec 1940), Rumunia została zmuszona do zbliżenia się do Państw Osi i przyjęcia ich faktycznej protekcji. 30 sierpnia 1940 drugi arbitraż wiedeński przeprowadzony przez Niemcy i Włochy przyznał Węgrom północny Siedmiogród oraz części Marmaroszu i Kriszany o ogólnej powierzchni 43 104 km², utracone na rzecz Rumunii w Trianon, z silną ludnością węgierską.
Po formalnym przystąpieniu 25 marca 1941 Jugosławii do Paktu Trzech 26–27 marca 1941 nastąpił wojskowy zamach stanu probrytyjskich oficerów pod wodzą gen. Dušana Simovicia, odsuwający od władzy regenta księcia Pawła, nowy rząd wycofał się z Paktu Trzech i szukał oparcia przeciw Niemcom w Wielkiej Brytanii. Doprowadziło to do decyzji Hitlera o natychmiastowym ataku na Jugosławię. Węgry pozwoliły niemieckim oddziałom na przemarsz wojsk w ramach planu Marita. Premier Węgier Pál Teleki, świadomy konsekwencji zgody Węgier na żądanie Niemiec w tej kwestii popełnił 3 kwietnia 1941 samobójstwo. 11 kwietnia 1941, pięć dni po inwazji Niemiec na Jugosławię i zniszczeniu jugosłowiańskiej armii, Węgry uczestnicząc w podziale kraju, zajęły utracone w na mocy traktatu w Trianon tereny Baczki i Baranji (pomiędzy Cisą a Dunajem). Wielka Brytania natychmiast zerwała stosunki dyplomatyczne z Węgrami. Węgry nie zostały uwzględnione w niemieckim planie ataku na ZSRR. Rozpoczął się on 22 czerwca 1941 roku uderzeniem sił niemieckich i rumuńskich i wypowiedzeniem wojny przez Włochy. Po zbombardowaniu terytorium Węgier przez lotnictwo sowieckie Węgry wypowiedziały wojnę ZSRR 27 czerwca. Ponad 200 000 żołnierzy (wszystkie siły), sformowanych w trzy armie wysłano na front wschodni. Największą i najbardziej znaną była węgierska 2 Armia.
26 listopada 1941 roku, Węgry były jednym z 13 sygnatariuszy odnowionego paktu antykominternowskiego w którym były: Niemcy, Japonia, Włochy, Hiszpania, Mandżukuo, Bułgaria, Chorwacja, Dania, Finlandia, Rumunia, Słowacja i projapoński rząd marionetkowy Chin Wanga Jingwei w Nankinie.
6 grudnia 1941 roku, Wielka Brytania na mocy zawartego układu sojuszniczego z ZSRR wypowiedziała wojnę Węgrom. Kilka dni później, Węgry wypowiedziały wojnę Wielkiej Brytanii i USA. Stany Zjednoczone natomiast wypowiedziały wojnę Węgrom w 1942 roku. Węgierskie oddziały posunęły się daleko w głąb terenu ZSRR, ale kontrofensywa Armii Czerwonej w styczniu 1943, spowodowała prawie całkowite zniszczenie węgierskiej 2 Armii, która walczyła niedaleko Woroneża i stratę ponad 100 000 żołnierzy węgierskich – poległych i wziętych do niewoli radzieckiej.
Po wkroczeniu Armii Czerwonej na terytorium Węgier (październik 1944), Horthy próbował poddać Sowietom wojsko węgierskie na froncie (alianci zachodni odmówili bowiem przyjęcia odrębnej węgierskiej kapitulacji, co próbował uzyskać admirał). Niemcy, którzy od dawna obserwowali te próby, aresztowali go (po porwaniu jego syna przez komando pod dowództwem Otta Skorzenego – operacja Mickey Mouse) i wywieźli w głąb Rzeszy. Rządy na Węgrzech formalnie objął przywódca strzałokrzyżowców Ferenc Szálasi, w pełni podporządkowany Rzeszy. Królestwo Węgier zostało wtedy przekształcone w Państwo Węgierskie. Kiedy Armia Czerwona po ciężkich walkach zdobyła Budapeszt, Szálasi uciekł na zachód. Radzieccy zdobywcy osadzili na najważniejszych stanowiskach działaczy komunistycznych, a miejsce Królestwa Węgier i Państwa Węgierskiego na mapie zajęła Węgierska Republika Ludowa.
Węgierska 1 Armia kontynuowała walkę z Armią Czerwoną nawet po całkowitym zajęciu Węgier. Ostatnie oddziały węgierskie poddały się 8 maja 1945 roku.

### Rumunia

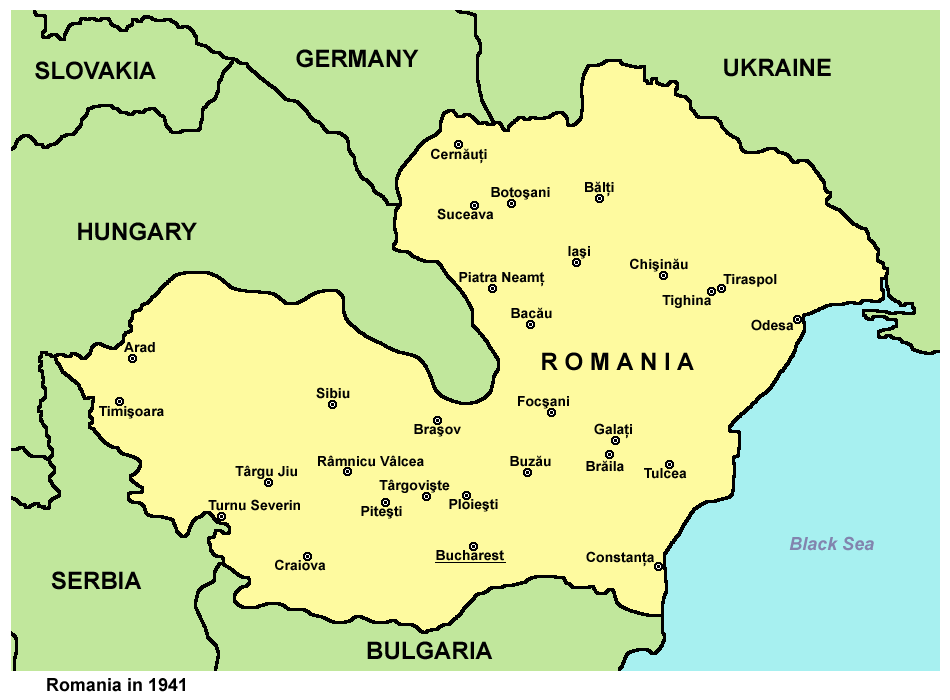

Rumunia, pod rządami króla Michała I i z wojskowym rządem Iona Antonescu, przyłączyła się do paktu trzech 23 listopada 1940 roku.
Rumunia przystąpiła do I wojny światowej w 1916 roku po stronie Ententy, ale szybko została podbita przez oddziały niemieckie, austro-węgierskie i bułgarskie. Rumunia została niemieckim satelitą na mocy traktatu w Bukareszcie, ale umowa ta została unieważniona po klęsce Niemiec na froncie zachodnim. Wtedy to rumuńskie terytorium zostało znacznie poszerzone za sprawą traktatu z Trianon.

Królestwo Rumunii

ZSRR, Węgry i Bułgaria wykorzystały klęskę Francji, do skorygowania postanowień traktatu, zmniejszając terytorium Rumunii. 28 czerwca 1940 roku ZSRR przedstawił Rumunii ultimatum, żądając pod groźbą użycia siły natychmiastowej cesji Besarabii i Bukowiny północnej. Rumunia, wobec izolacji międzynarodowej i odmowy wsparcia przez III Rzeszę zmuszona była przyjąć sowieckie ultimatum. Niemcy wymusiły z kolei na Rumunii oddanie znacznej części Siedmiogrodu Węgrom 30 sierpnia 1940 roku (drugi arbitraż wiedeński). Dodatkowo Niemcy zmusiły Rumunię do przekazania Południowej Dobrudży Bułgarii 5 września 1940 roku. Aby przypodobać się Hitlerowi i uzyskać niemiecką ochronę, król Karol II Rumuński wyznaczył generała Antonescu premierem 6 września 1940 roku. Dwa dni później Antonescu zmusił króla do abdykacji, osadził na tronie jego młodszego syna Michała, a siebie ogłosił Conducătorem (Wodzem).
Niemieckie oddziały wkroczyły do kraju w 1941 w celu uzyskania bazy wypadowej do inwazji zarówno na Jugosławię, jak i planowanego ataku na ZSRR. Rumuńskie pola naftowe w Ploești były również głównym dostawcą ropy dla niemieckiej machiny wojennej. Rumunia przyłączyła się do ataku III Rzeszy na ZSRR 22 czerwca 1941 roku. Oprócz udostępnienia baz dla Wehrmachtu, armia rumuńska wystawiła oddziały w sile ponad 300 000 żołnierzy – więcej niż jakiekolwiek inne mniejsze państwo Osi. Niemieckie i rumuńskie oddziały szybko zajęły anektowaną rok wcześniej przez ZSRR Besarabię, którą ponownie wcielono do Rumunii. Ponadto w czasie wojny z ZSRR rumuńskie 3. i 4. armia okupowały teren między Dniestrem a Bohem (Transnistrię z Odessą). Siły rumuńskie brały udział także w bitwie o Stalingrad.
Po zatrzymaniu niemieckiego natarcia Sowieci przeszli do kontrataku i w krótkim czasie zbliżyli się do granic Rumunii. Wraz z wkroczeniem Armii Czerwonej po zamachu stanu przeprowadzonym przez króla Michała I, który odsunął od władzy Iona Antonescu, Rumunia przeszła na stronę aliantów 23 sierpnia 1944 roku, a jej armia wzięła udział w działaniach zbrojnych przeciw III Rzeszy.

### Słowacja

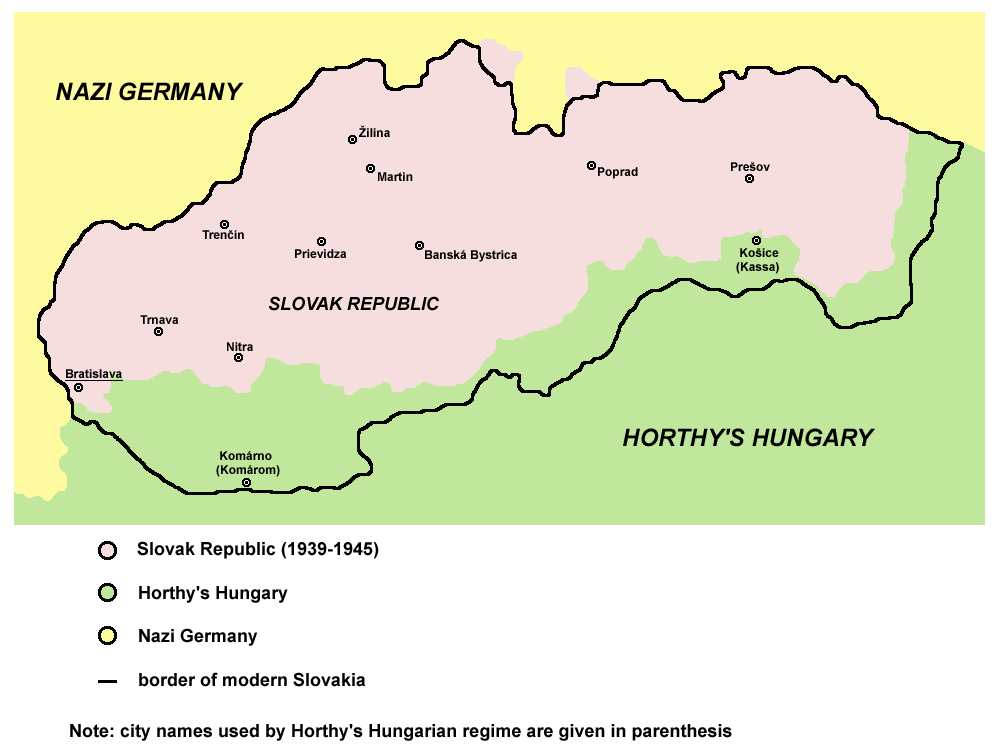

Pierwsza Republika Słowacka

Słowacja za czasów rządów Jozefa Tiso podpisała pakt trzech 24 listopada 1940 roku.
Słowacja została bliskim sprzymierzeńcem Niemiec natychmiast po ogłoszeniu deklaracji niepodległości 14 marca 1939 roku. Weszła do traktatu obronnego z Niemcami 23 marca 1939. Słowackie oddziały wzięły udział w agresji na Polskę. W nagrodę uzyskała kilkanaście polskich gmin w Karpatach.
Słowacja wypowiedziała wojnę ZSRR w roku 1941 i dołączyła do paktu antykominternowskiego. Na froncie wschodnim walczyły dwie dywizje słowackie liczące łącznie 20 000 żołnierzy. W 1942 roku Słowacja wypowiedziała także wojnę Wielkiej Brytanii i Stanom Zjednoczonym.
29 sierpnia 1944 roku wybuchło słowackie powstanie narodowe, które po dwóch miesiącach, w październiku 1944 zostało stłumione przez Waffen-SS i słowackie Oddziały Szturmowe Gwardii Hlinki.
Po wojnie, Tiso został powieszony i Słowacja pod przymusem wróciła do federacji z Czechami na tych samych zasadach, co przed rokiem 1938. W 1993 roku ponownie stała się niepodległym państwem.

### Bułgaria

Carstwo Bułgarii

Bułgaria, pod panowaniem cara Borysa III, podpisała pakt trzech 1 marca 1941 roku. Wskutek II wojny bałkańskiej (29 czerwca – 10 sierpnia 1913) Bułgaria utraciła znaczną część terytorium, dlatego też przystąpiła do I wojny światowej po stronie Państw Centralnych. Przegrana w I wojnie światowej była przyczyną kolejnych strat terytorialnych Carstwa Bułgarii.
Podobnie jak inne bałkańskie narody, Bułgaria była bliskim sprzymierzeńcem Niemiec w latach 30. XX wieku. W 1940, zgodnie z traktatem w Krajowie, Niemcy zmusiły Rumunię do oddania Południowej Dobrudży na rzecz Bułgarii. W 1941, niedługo po podpisaniu paktu trzech, Bułgaria wsparła siły Niemiec w inwazji na Jugosławię i Grecję. Odebrała Jugosławii Vardar Banovinę i Zachodnią Trację z rąk greckich. Bułgaria nie uczestniczyła natomiast w wojnie niemiecko-sowieckiej, zachowując neutralność i utrzymując stosunki dyplomatyczne z ZSRR. Siły bułgarskie rozlokowano na Bałkanach do walki z miejscowymi ruchami oporu.
Od wiosny 1941 roku do jesieni 1944 roku RAF oraz USAF prowadziły kampanię bombardowania Bułgarii, w wyniku której życie straciło 8952 Bułgarów, a zostało zniszczonych 12 657 budynków. Największe straty poniosła Sofia.
Kiedy Armia Czerwona, po zamachu stanu w Rumunii zajęła jej terytorium i zbliżyła się do bułgarskiej granicy, zamach stanu w Sofii 9 września 1944 roku doprowadził do utworzenia nowego, prosowieckiego rządu. Wówczas Bułgaria dołączyła do aliantów i wypowiedziała wojnę III Rzeszy. Po wojnie pozwolono jej zatrzymać Południową Dobrudżę.

### Jugosławia

Królestwo Jugosławii

Królestwo Jugosławii, pod regencją księcia Pawła Karadziordziewicia, było krótko członkiem Osi w 1941 roku.
Książę Paweł podpisał pakt trzech 25 marca 1941 roku, ale po zamachu stanu, zorganizowanym 27 marca 1941 roku przez generała Dušana Simovicia udał się na emigrację. Nowy jugosłowiański rząd zadeklarował, że nadal będzie obowiązywał popisany traktat, ale Hitler podejrzewał, że to Anglicy stali za zamachem przeciw księciu Pawłowi, dlatego też postanowił podbić kraj.
Niemiecki najazd zaczął się 6 kwietnia 1941 roku i po dwóch tygodniach oporu kraj został zajęty. Chorwaccy nacjonaliści ogłosili niepodległość Chorwacji 10 kwietnia 1941 roku nazywając swój kraj „Niezależnym Państwem Chorwackim” i entuzjastycznie dołączyli do Osi. Rząd Serbii został zreorganizowany jako „Narodowy Rząd Ocalenia” pod przywództwem generała Milana Nedicia 1 września 1941 roku. Nedić utrzymywał, że jego rząd był legalnym następcą Królestwa Jugosławii. Jego armia nosiła mundury Królewskiej Armii Jugosłowiańskiej, ale w przeciwieństwie do Chorwacji, Serbia Nedicia była przez Niemcy traktowana jako państwo podrzędne.
Reszta Jugosławii była podzielona między inne europejskie państwa Osi. Niemcy zaanektowały Słowenię, Włochy przyłączyły Dalmację oraz Czarnogórę z której utworzono włoski protektorat. Albania otrzymała Kosowo, zaś Węgry dołączyły zachodnią Wojwodinę i tereny przygraniczne. Bułgaria zajęła Macedonię.
Wewnętrzna Macedońska Organizacja Rewolucyjna Ivana Mihailova z radością przyjęła aneksję macedońskiego Vardaru przez Bułgarię. Na początku września 1944 roku, kiedy Bułgaria opuściła Oś i przyłączyła się do aliantów, III Rzesza złożyła Mihailovi propozycję, by ten ogłosił niepodległość Macedonii, ale spotkało się to z odmową.

## Inni współwalczący

### Finlandia
Finlandia była sojusznikiem Niemiec w wojnie przeciwko Związkowi Radzieckiemu. Było to jedyne państwo Osi o ustroju demokratycznym.
Po przegranej wojnie zimowej w marcu 1940 roku, Finlandia najpierw szukała ochrony u Wielkiej Brytanii, a także neutralnej Szwecji, ale kroki te zostały udaremnione przez radzieckie i niemieckie działania. Finowie, znajdujący się „między młotem a kowadłem”, ostatecznie zdecydowali się na ścisłą współpracę z Niemcami, oznaczającą w praktyce podporządkowanie kraju Hitlerowi. Finowie wierzyli, że uda im się z pomocą Niemców odzyskać utracone w czasie wojny tereny.
Rola Finlandii w operacji Barbarossa została zawarta w 21 dyrektywie Adolfa Hitlera: „fińska armia będzie mieć za zadanie, zgodnie z postępem niemieckich armii na północnym skrzydle, nawiązywać walkę z jak największą liczbą Rosjan atakując na zachód lub po obu stronach jeziora Ładogi. Finowie powinni zająć również Hanko”. Dyrektywa została wydana 18 grudnia 1940 roku, ponad dwa miesiące przed dotarciem pierwszych sygnałów do Głównego Dowództwa i przywódców Finlandii dotyczących ewentualnego ataku na ZSRR.
W maju 1941 roku, na propozycję Niemiec, Finlandia pozwoliła fińskim ochotnikom utworzyć Ochotniczy Fiński Batalion Waffen-SS. Ten batalion, z początkową siłą 1200 żołnierzy, został dołączony do międzynarodowej 5 Dywizji Pancernej SS Wiking. Kolejnych 200 Finów dołączyło do batalionu w czasie walk, w celu uzupełnienia strat.

Republika Finlandii

W ostatnich tygodniach przed operacją Barbarossa, współpraca między Finlandią i Niemcami znacznie się zacieśniła (m.in. nastąpiła wymiana oficerów łącznikowych). 7 czerwca Niemcy przetransportowali dwie dywizje do Laponii. 17 czerwca 1941, Finlandia rozpoczęła pełną mobilizację swoich sił i przesunęła je na granicę z ZSRR. Finlandia ewakuowała cywilów z obszarów przygranicznych. W pierwszych dniach operacji Finlandia pozwoliła niemieckim samolotom wracającym z bombardowania Leningradu do lądowania na fińskich lotniskach przed powrotem do baz macierzystych w Prusach Wschodnich. Ponadto fińskie okręty podwodne stawiały miny na wodach terytorialnych ZSRR.
W czasie ataku 22 czerwca 1941, Hitler ogłosił, że do Niemiec dołączyły Finlandia i Rumunia. Jednakże Finlandia wypowiedziała wojnę ZSRR dopiero 25 czerwca, po tym, jak lotnictwo sowieckie zbombardowało fińskie miasta i lotniska, w tym średniowieczny zamek w Turku, który został mocno uszkodzony. Finowie nazywają wojnę z ZSRR wojną kontynuacyjną, ze względu na kontynuację walk fińsko-radzieckich z wojny zimowej. Władze fińskie utrzymywały, że ich jedynym celem jest odzyskanie terenu przejętego przez Związek Radziecki po wojnie zimowej, toteż 10 lipca 1941, marszałek Carl Gustaf Mannerheim ogłosił, że celem wojny jest „odpędzenie bolszewików z rosyjskiej Karelii, uwolnienie Karelów i doprowadzenie Finlandii do lepszej przyszłości”. Podbój Karelii był marzeniem fińskich nacjonalistów popierających utworzenie tzw. Wielkiej Finlandii.
W sumie, Finlandia zmobilizowała około 475 000 żołnierzy, z których większość walczyła na froncie wschodnim przeciw Związkowi Radzieckiemu. Ponadto około 1700 ochotników ze Szwecji i 2600 z Estonii służyło w fińskiej armii. Podobnie wielu szwedzkich ochotników walczyło w Finlandii w wojnie zimowej. Ponieważ Finlandia udzieliła schronienia Żydom, w armii fińskiej był także duży odsetek żołnierzy narodowości żydowskiej.
Dyplomatyczne relacje między Wielką Brytanią i Finlandią zostały zerwane 1 sierpnia 1941, kiedy Anglicy zbombardowali niemieckie oddziały w fińskim mieście Petsamo. Wielka Brytania 6 grudnia 1941 roku, wypowiedziała wojnę Finlandii. Wojna natomiast nigdy nie została ogłoszona pomiędzy Finlandią a Stanami Zjednoczonymi.
Finlandia podpisała pakt antykominternowski w 1941 roku. W przeciwieństwie do innych państw osi, Finlandia utrzymała siły pod swoim dowództwem i dążyła do osiągnięcia swych celów niezależnie od Niemiec. Dla Finów priorytetem było odzyskanie Karelii. Ówczesny prezydent, Carl Gustaf Mannerheim, odmówił uczestnictwa wojsk fińskich w oblężeniu Leningradu i zaatakowania kolei murmańskiej, stwierdzając, że zajęcie tego miasta nie jest ich głównym celem.
Relacje pomiędzy Finlandią a III Rzeszą były jeszcze bliższe po podpisaniu paktu Ryti-Ribbentrop, w którym został przedstawiony niemiecki warunek dla pomocy zbrojnej i wsparcia lotniczego, ponieważ sowiecka ofensywa skoordynowana z otwarciem frontu w Normandii groziła Finlandii całkowitą klęską. W myśl porozumienia, podpisanego przez prezydenta Risto Rytiego, ale nigdy nieratyfikowanego przez fiński parlament, Finlandia zobowiązała się nie zawierać oddzielnego pokoju ze Związkiem Radzieckim.
Następca Risto Rytiego, prezydent Mannerheim, zignorował pakt Ryti-Ribbentrop i rozpoczął tajne negocjacje z Sowietami. 19 września 1944 roku, Mannerheim podpisał porozumienie ze Związkiem Radzieckim i Wielką Brytanią. Finlandia została zobowiązana do wycofania niemieckich oddziałów ze swoich terenów, wskutek czego Finowie byli zmuszeni podjąć działania zbrojne przeciw wojskom niemieckim w Laponii (wojna lapońska). W 1947 roku, Finlandia podpisała pokój paryski ze Związkiem Radzieckim, Wielką Brytanią i kilkoma państwami należącymi do Brytyjskiej Wspólnoty Narodów uznającymi działania Finlandii w czasie wojny za „sojusz z III Rzeszą”.

### Syjam
Tajlandia (Syjam) była przez pewien czas sojusznikiem Japonii.
Rankiem, 8 grudnia 1941 roku, dzień po ataku na Pearl Harbor, Japonia wkroczyła do Tajlandii. Kilka godzin po napaści, feldmarszałek i premier Luang Pibulsongkram, nakazał przerwanie oporu. 21 grudnia 1941, został podpisany sojusz wojskowy z Japonią, a 25 stycznia Tajlandia wypowiedziała wojnę Wielkiej Brytanii i Stanom Zjednoczonym. Tajski ambasador w Stanach Zjednoczonych, Mom Rajawongse Seni Pramoj nie dostarczył kopii deklaracji wojny i chociaż Anglicy odwzajemnili się wypowiedzeniem wojny Tajlandii, to USA tego nie zrobiły, mimo wrogiego nastawienia do tego kraju. 10 maja 1942 roku, tajska Armia weszła do Birmańskiego Państwa Szanów. W przeszłości obszar ten był częścią Królestwa Ajutthaya. Granicę między japońskimi a tajskimi działaniami stanowiła rzeka Saluin. Jednakże obszar na południe od stanu Shan znany jako stan Karen, ojczyzna Karenów, wyjątkowo został zachowany pod japońską kontrolą.

Królestwo Syjamu

Trzy tajskie dywizje piechoty i jedna dywizja kawalerii, dowodzone przez opancerzone grupy rozpoznania i wsparte siłami powietrznymi, rozpoczęły natarcie 10 maja i rozbiły wycofującą się chińską 93 Dywizję. Kengtung, główny cel, został zajęty 27 maja. Wznowiona ofensywa w czerwcu i listopadzie doprowadziła do wycofania się Chińczyków w stronę Junnan.
Ponieważ wojna przeciągała się, tajskie społeczeństwo z niezadowoleniem zaczęło patrzeć na obecność Japończyków. W czerwcu 1944 roku, Pibulsongkram został obalony w zamachu stanu. Nowy cywilny rząd pod panowaniem Khuanga Aphaiwonga usiłował pomóc wzrastającemu ruchowi oporu, równocześnie utrzymując serdeczne relacje z Japończykami.
Ruch Wolnych Tajów został założony już w czasie pierwszych miesięcy wojny. Podobne wolne tajskie organizacje zostały założone w Brytanii i wewnątrz Tajlandii. Królowa Ramphaiphanni była głową państwa, opartą na brytyjskiej organizacji. Z kolei regent Pridi Banomyong kierował największą grupą, działającą wewnątrz kraju. Walkę z Japończykami wsparły wojsko, Biuro Służb Strategicznych (OSS) i agenci z Force 136, którzy budowali tajne lotniska i obozy szkoleniowe w i poza granicami kraju.
Po wojnie USA zapobiegły potraktowaniu Tajlandii jako państwa Osi, ale mimo tego Wielka Brytania domagała się trzech milionów ton ryżu jako odszkodowanie oraz powrót obszarów brytyjskich Malajów anektowanych podczas wojny. Ponadto Tajlandia musiała oddać terytoria Birmy Brytyjskiej i Indochin Francuskich, które zajęła.
Pibulsongkrama oraz jego kilku wspólników oskarżano o popełnienie zbrodni wojennych, głównie ze względu na współpracę z władzami osi. Jednak oskarżenia te zostały odrzucone z powodu silnej presji narodu. Opinia publiczna była przychylna Pibulsongkramowi, od kiedy zaczął chronić tajskie interesy.

### Irak
Irak był przez pewien czas sojusznikiem Osi, walcząc przeciwko Wielkiej Brytanii w 1941 roku.
Dochodząc do władzy 3 kwietnia 1941 roku, nacjonalistyczny rząd irackiego premiera Raszida Alego al-Kilaniego wyrzekł się brytyjsko-irackiego traktatu z 1930 roku i zażądał zamknięcia brytyjskich baz wojskowych na terenie kraju. Premier szukał poparcia wśród III Rzeszy, Włoch i Francji Vichy w usunięciu brytyjskich sił z Iraku.

Królestwo Iraku

Walka pomiędzy irackimi a brytyjskimi wojskami rozpoczęła się 18 kwietnia 1941 roku w brytyjskiej bazie lotniczej nad jeziorem Habbanija. Brytyjsko-iracka konfrontacja zbrojna przeszła do historii jako operacja Sabine. Armia iracka, choć liczniejsza, była jednak zbyt słaba, by stawić skuteczny opór stacjonującym w kraju jednostkom brytyjskim, znanym od 1941 roku jako Iraqforce. Państwa Osi wysłały więc dwa dywizjony wsparcia, jeden od niemieckiej Luftwaffe, zaś drugi od Królewskich Sił Powietrznych Włoch. Niemcy i Włosi wykorzystali francuskie bazy w Syrii, doprowadzając do walki między brytyjskimi a francuskimi siłami w Syrii. Dowódcą wydzielonych jednostek Luftwaffe, które miały pomóc irackim rebeliantom, został pułkownik Werner Junck. Tak zwane Sonderkommando „Junck” składało się z siedmiu bombowców He 111, czternastu ciężkich myśliwców Bf 110 oraz 20 samolotów transportowych Ju 52.
W maju 1941 roku Al-Hadżdż Muhammad Amin al-Husajni – wielki mufti Jerozolimy i sojusznik al-Kilaniego – ogłosił „świętą wojnę” przeciwko Wielkiej Brytanii i wezwał Arabów na całym Bliskim Wschodzie, by stanąć do walki przeciw Brytyjczykom. 25 maja 1941, Hitler wydał rozkaz nr 30, zwiększając niemieckie działania na Bliskim Wschodzie: Arabski Ruch Niepodległościowy na Bliskim Wschodzie jest naszym naturalnym sojusznikiem przeciwko Anglii. W związku z tym szczególne znaczenie ma pomoc w wyzwoleniu Iraku... Dlatego zdecydowałem się wysłać siły na Bliski Wschód, aby wesprzeć Irak.
Hitler wysłał niemieckie siły powietrzne i pancerne do Libii, tworząc Afrika Korps, by przeprowadzić niemiecko-włoską ofensywę przeciwko Anglikom w Egipcie, Palestynie i Iraku.
30 maja 1941 roku Brytyjczycy dotarli na przedmieścia Bagdadu. Iracki wojskowy opór zakończył się następnego dnia. Al-Kilani i jego sojusznicy uciekli do Iranu, później do Turcji, Włoch i w końcu do Niemiec, gdzie Ali został mile przyjęty przez Hitlera jako głowa irackiego rządu na emigracji.
W audycjach radiowych z Berlina, mufti nawoływał do dalszej walki przeciwko Zjednoczonemu Królestwu i pomocy siłom niemiecko-włoskim. Ponadto na Bałkanach przyjmował muzułmańskich ochotników do Waffen-SS.
Nowi przywódcy Iraku przyjęli brytyjskie żądania w sprawie tranzytu wojsk i zaopatrzenia. Przez Irak szła część pomocy amerykańskiej dla ZSRR w ramach umowy Lend-Lease. Irak wypowiedział wojnę państwom Osi w styczniu 1942 roku.

### Iran

Iran (Dynastia Pahlawi)

Iran ze względu na swe proniemieckie sympatie został w 1941 roku zaatakowany przez siły radziecko-brytyjskie.
Iran pod panowaniem szacha Rezy Szacha Pahlawiego stał się od początku II wojny światowej terenem infiltracji wielkich mocarstw, w tym niemieckiej. Obecność niemieckich obywateli niepokoiła władze Wielkiej Brytanii i ZSRR, mimo ogłoszenia przez Iran neutralności. Brytyjczycy chcieli ponadto zająć roponośne obszary Iranu oraz korzystać z kolei transirańskiej do dostarczania materiałów wojennych do ZSRR. Ze względów strategicznych operacja okupowania tego kraju zabezpieczyła tyły sił brytyjskich stacjonujących w Egipcie oraz południową granicę ZSRR przed niespodziewanym uderzeniem wojsk niemieckich. W tej sytuacji gen. por. Edward Quinan, dowódca sił brytyjskich w Iraku, zwanych Iraqforce, otrzymał rozkaz przygotowania się do okupacji pól naftowych w Abadanie i Naft-Shah oraz portów Bushirem i Bandar-e-Szachpur. 12 sierpnia władze ZSRR i Wielkiej Brytanii wręczyły rządowi Iranu notę, w której wyraziły nadzieję, że Irańczycy sami podejmą kroki wobec niemieckich agentów. Sowieci dołączyli listę rzekomych szpiegów. Żądano też zgody na wkroczenie wojsk obu krajów do Iranu. Odpowiedź z 21 sierpnia okazała się dla obydwu państw niesatysfakcjonująca. Następnego dnia ogłoszono pogotowie bojowe w wojskach brytyjskich, a 25 sierpnia w wojskach radzieckich. Brytyjczycy mieli zająć porty i obszary roponośne na południu Iranu, zaś Sowieci – północną część kraju z miejscowościami Ardabil, Tebriz, Urmia.
Kampania irańska rozpoczęła się rankiem 25 sierpnia, kiedy flota brytyjska zaatakowała okręty irańskie w strategicznych portach w Abadanie i Khorramshar. Jednocześnie z dwóch stron na terytorium Iranu wkroczyły brytyjskie siły lądowe. Działania te wspierało z powietrza Royal Air Force, atakując irańskie bazy lotnicze i linie komunikacyjne oraz wspierając siły lądowe. Większość irańskich samolotów została zniszczona na ziemi. Siły Armii Czerwonej, rzucone przeciwko Irańczykom, były zdecydowanie od nich silniejsze. Stąd postępy wojsk radzieckich były szybkie. Pierwszym celem była miejscowość Maku. 25 sierpnia została ona silnie zbombardowana (zginęło kilkuset cywilów), po czym wkroczyły do niej bez oporu siły lądowe. Wojska irańskie zamierzały stawić opór, ale ostatecznie wycofały się na południe. Desantem z morza zostało zajęte Bandar-e Pahlavi na wybrzeżu Morza Kaspijskiego. 28 sierpnia Reza Szach Pahlawi rozkazał podległym wojskom wstrzymać opór, ogłaszając zawieszenie broni. W ciągu 30 i 31 sierpnia wojska brytyjskie i sowieckie spotkały się w miejscowościach Senna i Kazwin.
Równocześnie z działaniami zbrojnymi toczyły się rozmowy dyplomatyczne. Już 25 sierpnia, tj. pierwszego dnia inwazji, ambasadorzy brytyjski Reader Bullard i sowiecki M. Smirnow spotkali się z Rezą Szachem Pahlawim. W wyniku tego następnego dnia został zdymisjonowany dotychczasowy premier irański Ali Mansur, a jego miejsce zajął bardziej ugodowy Mohammad Ali Chan Fourughi. Poinformował on natychmiast Medżlis, że zostanie ogłoszone zawieszenie broni, a także przyjął warunki stawiane przez Brytyjczyków i Sowietów. Zyskało to aprobatę parlamentu. W tym samym czasie Reza Szach Pahlawi usiłował bezskutecznie uzyskać mediację amerykańskiego prezydenta Franklina Delano Roosevelta, powołując się na zapisy Karty Atlantyckiej. W tej sytuacji rozpoczęto negocjacje, które do 6 września przyniosły zgodę irańskiego rządu na okupację brytyjską południa, a sowiecką północy kraju. Z Iranu mieli być wydaleni Niemcy podejrzewani o działalność szpiegowską, a linie kolejowe wykorzystane do przewozu sprzętu i wyposażenia wojskowego do ZSRR w ramach Lend-Lease. Ze względu jednak na niewykonanie niektórych żądań wojska brytyjskie i sowieckie wznowiły swój marsz w głąb Iranu, grożąc okupacją Teheranu. W nocy z 15 na 16 września sowieckie radio oskarżyło Irańczyków o nieszczere zamiary, „niewybaczalną powolność” i niechęć do wyrzucenia z kraju hitlerowskich agentów. Następnego dnia Reza Szach Pahlawi na nadzwyczajnym posiedzeniu parlamentu abdykował na rzecz swojego syna Mohammada Rezy Pahlawiego, a następnie został uwięziony przez Brytyjczyków.

### Związek Socjalistycznych Republik Radzieckich

Związek Socjalistycznych Republik Radzieckich

Związek Socjalistycznych Republik Radzieckich był sojusznikiem Niemiec od 1939 roku, gdy 23 sierpnia podpisany został pakt Ribbentrop-Mołotow między tymi dwoma państwami. Pełnił on funkcję nie tylko paktu o nieagresji, lecz zawierał również tajny protokół na mocy którego III Rzesza i ZSRR podzieliły między siebie Europę Środkowo-Wschodnią – Polskę, Litwę, Łotwę, Estonię, Finlandię i Rumunię. Plany te zostały zrealizowane między innymi w inwazji na Polskę, w której uczestniczyły siły Armii Czerwonej pod dowództwem Siemiona Timoszenki w sile ponad 33 dywizji, 11 brygad, 4959 dział, 4736 czołgów i 3300 samolotów. Związek Radziecki zajął i anektował wschodnie ziemie polskie. 28 września 1939 roku podpisany został traktat o granicach i przyjaźni III Rzesza – ZSRR, będący wstępem także do współpracy tajnych policji obu państw – NKWD i Gestapo. W latach 1939–1941 miała miejsca seria konferencji, których celem była wymiana informacji i doświadczeń w zwalczaniu polskiego ruchu oporu, eliminacji polskiej inteligencji i elity przywódczej na ziemiach wcielonych do III Rzeszy oraz ZSRR po kampanii wrześniowej.
ZSRR kontynuował ekspansję uzgodnioną z Niemcami. Jej pierwszym celem była Finlandia, zaatakowana 30 listopada 1939 roku. Znacznie słabsza Finlandia stawiła jednak skuteczny opór Armii Czerwonej dowodzonej przez Klimenta Woroszyłowa, a także zadała jej znaczne straty. Siłom radzieckim udało się zająć niewielką część ziem fińskich, z których utworzono marionetkową Fińską Republikę Demokratyczną, jednak zdobycie całego kraju okazało się niemożliwe. W 1940 roku w obliczu narastającej groźby interwencji brytyjsko-francuskiej, a także żywionej przez Stalina obawy, że dojdzie do odwrócenia przymierzy i dołączenia Niemiec do ewentualnej koalicji antyradzieckiej, władze ZSRR zdecydowały się na zakończenie konfliktu. Finlandia straciła 35 tys. km² swego terytorium (a więc więcej niż utraciła do tej pory w wyniku działań zbrojnych), a 430 tys. ludzi utraciło dach nad głową. Ludność scedowanego na rzecz ZSRR terytorium Finlandii, w tym mieszkańcy miasta Viipuri, opuściła przekazane ZSRR tereny, nie chcąc znaleźć się pod władzą sowiecką. Z ziem tych utworzona została Karelo-Fińska Socjalistyczna Republika Radziecka. Następną ofiarą ekspansji radzieckiej były kraje bałtyckie (Republika Litewska, Republika Łotewska, Republika Estońska) zostały anektowane (jako republiki radzieckie) przez ZSRR w czerwcu 1940 w konsekwencji postanowień paktu Ribbentrop–Mołotow. Tego samego roku siły radzieckie pod dowództwem Gieorgija Żukowa zajęły część ziem Królestwa Rumunii (Besarabię i północną Bukowinę). Tereny te podzielono między nowo utworzoną Mołdawską Socjalistyczną Republikę Radziecką, a Ukraińską Socjalistyczną Republikę Radziecką.
Między ZSRR a Niemcami funkcjonowała ożywiona współpraca gospodarczo-wojskowa. 19 sierpnia 1939 roku podpisana została radziecko-niemiecka umowa handlowa, na mocy której ZSRR został zobligowany do przekazania III Rzeszy surowców i materiałów na sumę 180 milionów reichsmarek, a Niemcy przekazali Sowietom wyroby przemysłowe o wartości 120 milionów reichsmarek. Niemcy gwarantowały także Związkowi Radzieckiemu kredyt wynoszący 200 milionów reichsmarek na ponad 7 lat, przy oprocentowaniu 5% w stosunku rocznym, finansowany w całości przez banki niemieckie. Miał on zostać wykorzystany przez Rosję do finansowania zakupów niemieckich technologii. Kolejna umowa została podpisana 11 lutego 1940 roku. Dostawy niemieckie dla ZSRR obejmowały plany pancernika „Bismarck”. Niemcy mieli przekazać ZSRR nieukończony krążownik ciężki „Lützow” (co też uczynili), maszyny do dużego niszczyciela, artylerię morską, od dwóch do dziesięciu samolotów; w tym myśliwce Bf-109, Bf-110 oraz bombowiec Ju-88, które Rosjanie mogli kopiować, ciężkie haubice i baterię dział przeciwlotniczych. Związek Radziecki otrzymał także od Niemców lokomotywy, turbiny, generatory, silniki Diesla, statki, maszyny, laboratorium balistyczne, próbki materiałów wybuchowych, sprzęt radiowy, telegraficzny i telefoniczny, sprzęt do prowadzenia wojny chemicznej, sprzęt saperski i jeden czołg do skopiowania. ZSRR zagwarantował Niemcom tranzyt surowców z Dalekiego Wschodu (m.in. soli z Mandżurii), zmniejszając o połowę ceny frachtowe za korzystanie z Kolei Transsyberyjskiej. Ponadto, Niemcy otrzymały wielkie sumy towarów, w tym:
- 1 600 000 ton ziarna,
- 900 000 ton nafty,
- 300 000 ton złomu oraz surówki,
- 200 000 ton bawełny,
- 140 000 ton manganu.

7 października 1939 roku w zamian za pomoc technologiczną ZSRR zaoferował Niemcom do zagospodarowania pod przyszłą bazę tereny fiordu Zapadnaja Lica na Półwyspie Kolskim. Tak zwana Basis Nord działała w latach 1939–1940, gdy po udanej inwazji na Norwegię baza straciła na znaczeniu dla Niemców. Jej istnienie było utrzymywane w ścisłej tajemnicy, także po zakończeniu wojny, gdyż ZSRR nie chciał przyznać się do tak bliskiej współpracy z Niemcami.
Pomimo oficjalnej współpracy, oba państwa szykowały się do przyszłej wojny. Wybuchła ona 22 czerwca 1941 roku wraz z atakiem Niemiec na ZSRR.

### Wolne Miasto Gdańsk

Wolne Miasto Gdańsk

Wolne Miasto Gdańsk było etnicznie zdominowane przez Niemców, Polacy według różnych danych stanowili od 3 do 15 procent ludności miasta-państwa. Po dojściu narodowych socjalistów do władzy w 1933 roku, NSDAP zyskała istotny wpływ na Senat Wolnego Miasta Gdańska, który zaczął coraz bardziej ograniczać gwarantowane Polsce przez Ligę Narodów uprawnienia. Skutkami tego były: nasilenie antypolskich prowokacji, likwidacja opozycyjnych wobec NSDAP partii politycznych i represje wymierzone w gdańskich Żydów. W 1938 władzę w Wolnym Mieście Gdańsku faktycznie przejęła NSDAP, co nasiliło hitleryzację tego miasta, forsowaną przez czołowych działaczy narodowosocjalistycznych, m.in. Alberta Forstera. Otwarcie organizowano hitlerowskie bojówki paramilitarne (SA) i je szkolono. 23 sierpnia 1939 roku gdański Senat wydał dekret o mianowaniu Forstera „głową państwa” (Staatsoberhaupt), co stanowiło jawne pogwałcenie konstytucji II WMG. W 1939 roku, po ostrzelaniu polskiej placówki wojskowej na Westerplatte przez pancernik „Schleswig-Holstein” polską pocztę zaatakował oddział Policji Wolnego Miasta Gdańska pod dowództwem Polezeiobersta (pułkownika policji) Williego Bethke wspomagany przez jednostki SS. Gdańska straż przybrzeżna wspomagała również niemieckie wojska atakujące obrońców Westerplatte.
1 września 1939 roku ogłoszono (uchwałami Reichstagu oraz gdańskiego Senatu) włączenie (niem. Anschluss) Wolnego Miasta Gdańska do III Rzeszy.

## Państwa zależne od Niemiec

### Chorwacja

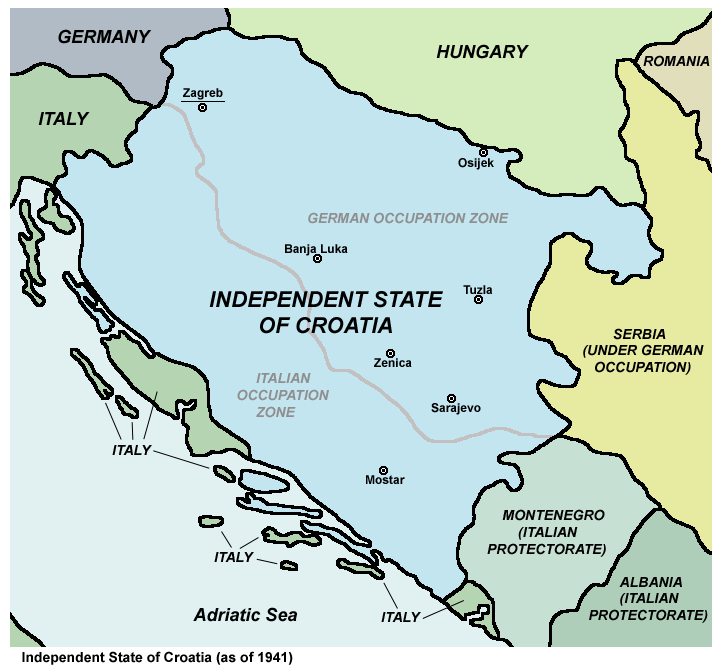

Utworzone 10 kwietnia 1941 roku, nieuznawane przez aliantów Niepodległe Państwo Chorwackie (Nezavisna Država Hrvatska lub NDH) było członkiem Osi do końca II wojny światowej. Armia tego państwa walczyła z Niemcami nawet po zajęciu Chorwacji przez Związek Radziecki. Ante Pavelić, chorwacki nacjonalista i jeden z założycieli faszystowskiej organizacji ustaszów (Ustaše), oznajmił się głową nowego państwa 24 kwietnia 1941 roku.

Niepodległe Państwo Chorwackie

Pavelić przewodził chorwackiej delegacji w Rzymie. Zaoferował koronę Chorwacji włoskiemu księciu Tomislavowi II. 18 maja, Pavelić podpisał traktat rzymski z Mussolinim, oddając mu Dalmację i ustanawiając granicę między Chorwacją a Włochami. Ponadto w czasie pobytu w Rzymie został przyjęty na prywatnej audiencji u papieża Piusa XII.
Pavelić utworzył chorwacką armię (Hrvatsko domobranstvo). Pierwotnie liczyła 16 000 żołnierzy, jednak w czasie wojny liczba ta wzrosła do ponad 130 000. Chorwacka armia posiadała pewne siły powietrzne i flotę, chociaż wielkość floty została ograniczona przez traktat rzymski. Oprócz tych sił, Pavelić dowodził również milicją. Ponadto wielu Chorwatów zgłaszało się na ochotników do niemieckiego Waffen-SS.
Chorwacja wypowiedziała wojnę Związkowi Radzieckiemu, podpisała pakt antykominternowski i wysłała oddziały na front wschodni. Chorwackie oddziały stacjonowały na Bałkanach, zwalczając jugosłowiańską partyzantkę i w ten sposób zwalniając z obowiązków niemieckie i włoskie siły, które mogły być wysłane w miejsca ważniejszych walk.
W czasie istnienia kraju nasilił się terror skierowany głównie przeciwko prawosławnym Serbom oraz Żydom i Cyganom. W trakcie masowych eksterminacji (ludzi wywożono do obozu w Jasenovac lub do Generalnego Gubernatorstwa), w czasie II wojny światowej, na terenie NDH zginęło blisko 350 tys. Serbów, 60 tys. Żydów i 26 tys. Cyganów.
W maju 1945 roku oddziały Josipa Broz Tity położyły kres istnieniu Niepodległego Państwa Chorwackiego.

### Francja Vichy
16 czerwca 1940 roku marszałek Philippe Pétain został ostatnim premierem Francuskiej III Republiki, ponieważ opór Francuzów wobec niemieckiej armii załamywał się. Pétain natychmiast poprosił o zawieszenie broni z Niemcami i sześć dni później, 22 czerwca 1940, jego rząd zakończył negocjacje z Hitlerem. Warunkiem rozejmu było zajęcie w przybliżeniu 2/3 terytorium Francji, wraz ze stolicą. Pétain mógł utrzymać armię 100 000 żołnierzy, do obrony pozostałej, wolnej części kraju. Ten limit nie obejmował armii kolonialnej ani francuskiej floty.
Relacje między Francją a Wielką Brytanią szybko uległy pogorszeniu. W obawie, że potężna flota francuska mogłaby przejść na stronę niemiecką, Wielka Brytania przeprowadziła kilka morskich ataków, głównie przeciw algierskiemu portowi Mers el-Kebir 3 lipca 1940 roku. Niemiecka propaganda ukazywała te działania jako absolutną zdradę Francuzów przez ich byłych sojuszników. Francja zerwała relacje z Wielką Brytanią po ataku i rozważała wypowiedzenie wojny.

Państwo Francuskie

10 lipca 1940 roku Pétain przez liczne głosy Zgromadzenia Narodowego, skutecznie utworzył Państwo Francuskie, zwane też Francją Vichy. Nazwa rządu kolaboracyjnego pochodzi od jego siedziby – miasta Vichy. Kolaboracja obejmowała organizowanie deportacji Żydów, a także walkę z francuskim ruchem oporu. Rząd Vichy pomagał także Japończykom w Indochinach. Stany Zjednoczone uznawały rząd kolaboracyjny Vichy do 1942 roku.
We wrześniu 1940 roku, Francja Vichy bezskutecznie opierała się japońskiemu najazdowi na kolonie w Indochinach. Pod koniec 1941 roku, Wietnam stał się bazą do japońskich najazdów na Tajlandię, Malaje i Borneo.
Wielka Brytania dała zgodę francuskiemu generałowi Charles’owi de Gaulle’owi wraz z ruchem Wolnych Francuzów w Londynie na zdobycie imperium kolonialnego w Afryce. 26 września 1940 roku, de Gaulle prowadził atak sił Sprzymierzonych na port Dakar we Francuskiej Afryce Zachodniej. Siły Pétaina odpowiedziały ogniem i po dwóch dniach ciężkiej walki siły de Gaulle’a zostały odparte. Opinia publiczna we Francji została jeszcze bardziej oburzona, co spowodowało zacieśnianie stosunków Francji Vichy z III Rzeszą.
Sprzymierzone siły zaatakowały Syrię i Liban w 1941 roku, gdy rząd Vichy w Syrii zezwolił Niemcom na wsparcie irackiego buntu przeciw Anglikom. W 1942 roku, alianci również zaatakowali francuską kolonię na Madagaskarze.
Francja Vichy nie została bezpośrednio wmieszana w wojnę w Europie Zachodniej. Mimo tego prawie 7000 ochotników wstąpiło do Legionu Ochotników Francuskich przeciw Bolszewizmowi (LVF) od 1941 do 1944, natomiast od 1944 do 1945 roku z 7500 osób utworzono dywizję Charlemagne, oddział Waffen-SS. Zarówno LVF, jak i dywizja Charlemagne walczyły na froncie wschodnim. Hitler nigdy nie zgodził się na to, aby Francja mogła zostać pełnoprawnym wojskowym sojusznikiem. Stale zapobiegał zwiększaniu sił wojskowych Vichy.
Oprócz współpracy politycznej, kolaboracja Vichy z Niemcami w zasadzie opierała się na przemyśle. Francuskie fabryki dostarczały dużą ilość sprzętu wojskowego dla niemieckich sił zbrojnych.
W listopadzie 1942, francuskie oddziały Vichy krótko odpierały lądowanie Sprzymierzonych oddziałów we francuskiej Afryce Północnej (operacja Torch). Admirał François Darlan negocjował zawieszenie broni z aliantami. Hitler zrewanżował się Francuzom, rozkazując niemieckim siłom zajęcie wolnej strefy w środkowej i południowej Francji. Francuskie wojsko w Afryce podporządkowało się Darlanowi, ale niektóre oddziały dołączyły do niemieckich sił w Tunezji.
W 1943 władze Vichy w Afryce Północnej doszły do porozumienia z Wolnymi Francuzami w sprawie ustanowienia tymczasowego francuskiego rządu w Algierze, znanego jako Francuski Komitet Wyzwolenia Narodowego (CFLN) początkowo z Giraudem jako dowódcą wojska i de Gaulle’em jako szefem rządu. CFLN został uznany przez Wielką Brytanię, ZSRR i Stany Zjednoczone 26 sierpnia. CFLN tworzył nowe oddziały, reorganizował, szkolił, wyposażał i zaopatrywał francuskie wojsko pod alianckim nadzorem.
Chociaż rząd Vichy kontynuował działanie we Francji do końca 1944, to jednak powoli przestał się liczyć. W związku z lądowaniem w Normandii Vichy utraciło kontrolę nad całym terytorium oraz siłami wojskowymi, z wyjątkiem sił stacjonujących w Indochinach.

### Włoska Republika Socjalna

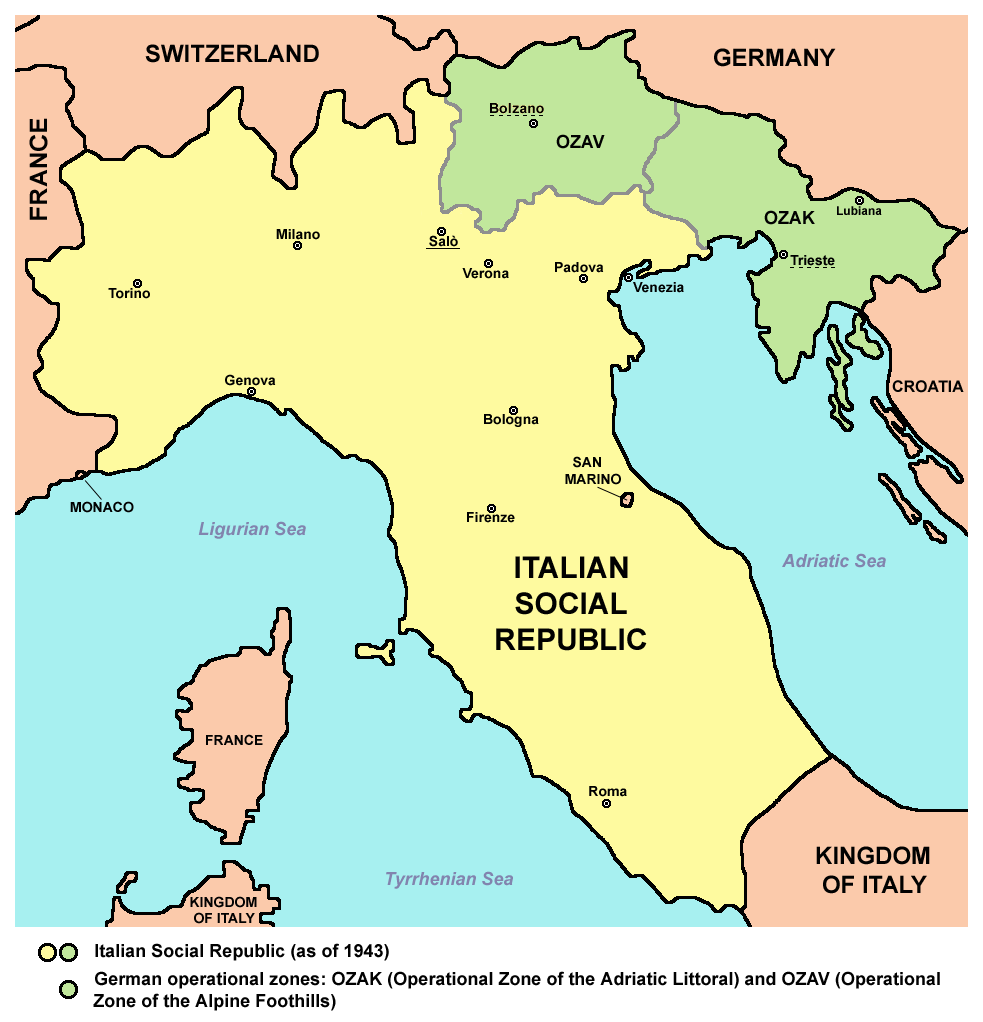

Włoska Republika Socjalna

Po upadku Włoch w 1943 roku i aresztowaniu Benito Mussoliniego, Niemcy postanowili przywrócić władzę lojalnym faszystom. Dlatego odbili Mussoliniego w spektakularnym ataku przeprowadzonym przez komandosa Otta Skorzenego i w bezpiecznym, dalekim od linii frontu miejscu, za jakie uznali miejscowość Salò, proklamowali Włoską Republikę Socjalną.
Została uznana przez niewiele państw. Republika Salò, jak często nazywano to państwo marionetkowe, była w całości zależna od Niemiec, mimo że rządy oficjalnie sprawował tam Benito Mussolini. Po jego odbiciu przeprowadzono procesy tych, którzy zagłosowali za usunięciem duce od władzy po lądowaniu aliantów na Sycylii (stracono między innymi Galleaza Ciana, prominentnego działacza partyjnego i zięcia Mussoliniego oraz marszałka Emilia De Bona). RSI (skrót od włoskiej nazwy) nie odegrała większej roli militarnej, a jej siły zbrojne – Esercito Nazionale Repubblicano zostały całkowicie rozbite po ofensywie wiosennej. W miarę posuwania się aliantów na północ, faszyści mieli coraz mniejszą władzę. Spowodowało to wybuch powstania na terenie państwa. Za jej koniec uznaje się śmierć Mussoliniego.

### Serbia (reżim Nedicia)

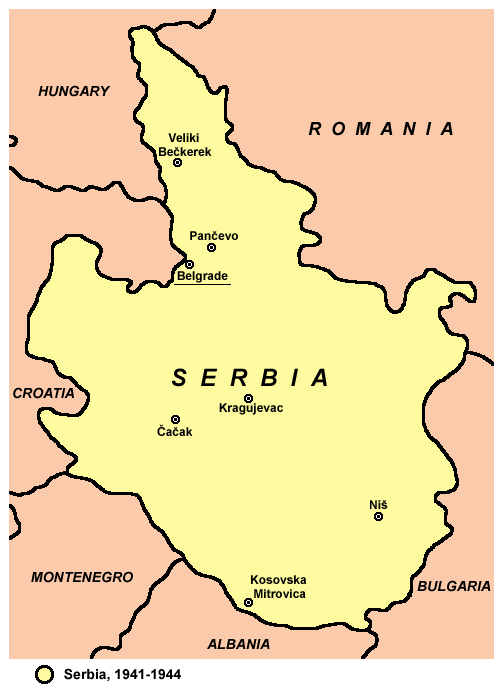

Serbia Nedicia

Serbski generał Milan Nedić utworzył 1 września 1941 roku w okupowanej przez Niemcy Serbii Rząd Ocalenia Narodowego. Nedić pełnił funkcję premiera w rządzie marionetkowym, który uznawał byłego jugosłowiańskiego regenta, księcia Pawła za głowę państwa.
Siły zbrojne Nedicia nosiły mundury Królewskiej Armii Jugosłowiańskiej; walczyły z Niemcami przeciw jugosłowiańskim partyzantom. W przeciwieństwie do innych sojuszników Hitlera, którzy wysłali swe siły do walki ze Związkiem Radzieckim, oddziały Nedicia zostały ograniczone do pełnienia obowiązków jedynie na terenie swojego kraju.
W czasie wojny w Serbii powstało kilka obozów koncentracyjnych. W 1942 roku po antysemickich pochodach w Belgradzie miasto zostało ogłoszone Judenfrei, czyli strefą wolną od Żydów. Ponadto na terenie Serbii utworzono gestapo.

### Państwo Greckie

Państwo Greckie

Państwo Greckie powstało po kapitulacji wojsk greckich wobec agresji III Rzeszy i Włoch. Król Jerzy II Grecki udał się na Kretę, a po ewakuacji brytyjskich wojsk do Wielkiej Brytanii, tam też powstał rząd emigracyjny; w Grecji rozpoczęto natomiast okupację przy zachowaniu pozorów autonomii dla części terytorium. Powołany został nowy rząd pod kierownictwem Georgiosa Tsolakoglou. Kraj był podzielony na trzy strefy. Największa była strefa włoska, lecz to mniejsza strefa niemiecka była ważniejsza ekonomicznie. Tereny położone na północnym wschodzie i okupowane przez Bułgarów włączono do Carstwa Bułgarii, ich ludność poddając drastycznej bułgaryzacji. Kolaboracyjne państwo utworzyło też siły zbrojne. Były to Bataliony Bezpieczeństwa, liczące, zależnie od okresu, 12,5 – 22 tysięcy żołnierzy i według wielu źródeł, składające przysięgę na wierność Adolfowi Hitlerowi oraz całkowite posłuszeństwo niemieckiemu dowództwu. Poniesione przez Państwo Greckie straty materialne stanowiły 33-krotność produktu krajowego brutto z 1946 roku. W szczególności, inflacja osiągnęła 15 000 000%, gdy wymuszono na Państwie Greckim formalne, międzypaństwowe pożyczki – pieniężne, przemysłowe i surowcowe, spłacane następnie greckim pieniądzem, emitowanym inflacyjnie w mennicy, pozostającej pod kontrolą Niemiec. W październiku-listopadzie 1944 roku nastąpiła ewakuacja wojsk niemieckich z Grecji, do Aten powrócił mianowany przez króla, zatwierdzany przez Brytyjczyków rząd. Brytyjczycy mianowali następnie kolejnych premierów, a faktycznie jeszcze przez około półtora roku Grecja pozostawała pod władzą brytyjskiego dowódcy wojskowego.

### Królestwo Albanii

Królestwo Albanii

Po kapitulacji sił włoskich 8 września 1943 roku wojska niemieckie szybko zajęły Albanię dwoma dywizjami. Niemcy utworzyli „neutralny rząd” w Tiranie. Niemcy zamierzali stworzyć autonomiczną administrację i starali się przekonać albańskich przywódców do utworzenia rządu, który przejmie administrację kraju. Wielu wahało się, zwłaszcza gdy rozeszły się pogłoski, że brytyjskie siły przygotowują się do inwazji na Albanię. Albańscy przywódcy Kosowa, zdając sobie jednak sprawę, że niemiecka porażka oznaczałaby powrót do rządów jugosłowiańskich, byli bardziej skłonni do współpracy. 14 września 1943 r. pod rządami Ibrahima Biçaku, Cafo Beg Ulqiniego, Bedri Pejani i Xhafer Deva z Kosowa utworzono rząd albański. Rada narodowa, składająca się z 243 członków, rozpoczęła swoje funkcje 16 października 1943, wybierając czteroosobową Radę Najwyższej Regencji do sprawowania rządów w kraju, na czele której stał regent Mehdi Frashëri. Niemcy wycofali się z Albanii w 1944 roku, a w kraju rządy przejęła Komunistyczna Partia Albanii.

### Państwo Węgierskie

Państwo Węgierskie

To państwo marionetkowe zostało utworzone 16 października 1944 roku, po tym, jak obalono regenta Węgier, admirała Miklósa Horthyego w przeprowadzonej przez Niemców oraz faszystowskich Węgrów operacji Panzerfaust, po której powołano dyktatorskie państwo, które zastąpiło istniejące ponad tysiąc lat, restytuowane w 1920 roku Królestwo Węgier. Do władzy doszli strzałokrzyżowcy, których lider oraz dotychczasowy premier, Ferenc Szálasi ogłosił się głową państwa, a w praktyce dyktatorem Węgier. Państwo było całkowicie zależne od nazistowskich Niemiec, a sam Szálasi nie mógł samodzielnie podejmować decyzji, a także rządzić krajem. Głównym celem powstania państwa była chęć dalszej walki Węgier przeciwko ZSRR, zarówno przez Niemców, jak i węgierskich faszystów. Objęcie władzy przez Szálasiego zapewniało kontynuowanie walk, co było bardzo korzystne dla Niemiec. Dalsza walka Węgier zapewniała dostarczenie dodatkowych sił dla walczących na froncie wschodnim Niemców, a także otwarcie nowego frontu bałkańskiego, który odciążył główne rejony frontu znajdujące się na terenie Polski oraz w Prusach Wschodnich.
W marcu siły niemiecko-węgierskie rozpoczęły ofensywę (Operacja Frühlingserwachen) na pozycje sowieckie. Mimo znacznych sukcesów terytorialnych, po dziesięciu dniach ofensywa została ostatecznie zatrzymana przez Sowietów, którzy przeprowadzili własną kontrofensywę, po której prawie całkowicie została zniszczona Trzecia Armia Węgierska, a resztki jej sił zdołały uciec na Słowację lub do Niemiec. Do 1 kwietnia całe terytorium Węgier zostało zajęte przez ZSRR. Ferenc Szálasi uciekł do Niemiec, gdzie został wzięty do niewoli przez wojska amerykańskie. Reżim Szálasiego ostatecznie przestał rządzić Węgrami wraz z kapitulacją III Rzeszy 8 maja 1945. W ciągu następnych miesięcy w Budapeszcie władzę przejął promoskiewski, komunistyczny reżim, Szálasi został przekazany Węgrom przez Amerykanów. W 1946 roku odbyła się rozprawa sądowa, w której został skazany na karę śmierci. Wyrok został wykonany 12 marca 1946 roku.

## Państwa zależne od Japonii
W czasie II wojny światowej Cesarstwo Japonii na podbitych terytoriach utworzyło wiele państw i rządów marionetkowych, poczynając od utworzenia państwa Mandżukuo w 1932 roku. Powstanie kolaboracji pod okupacją japońską wiązało się z planami utworzenia Strefy Wspólnego Dobrobytu Wielkiej Azji Wschodniej. Miała ona służyć Japończykom w podporządkowaniu sobie terenów bogatych w surowce, niezbędne do dalszego prowadzenia wojny na Pacyfiku.

### Mandżukuo

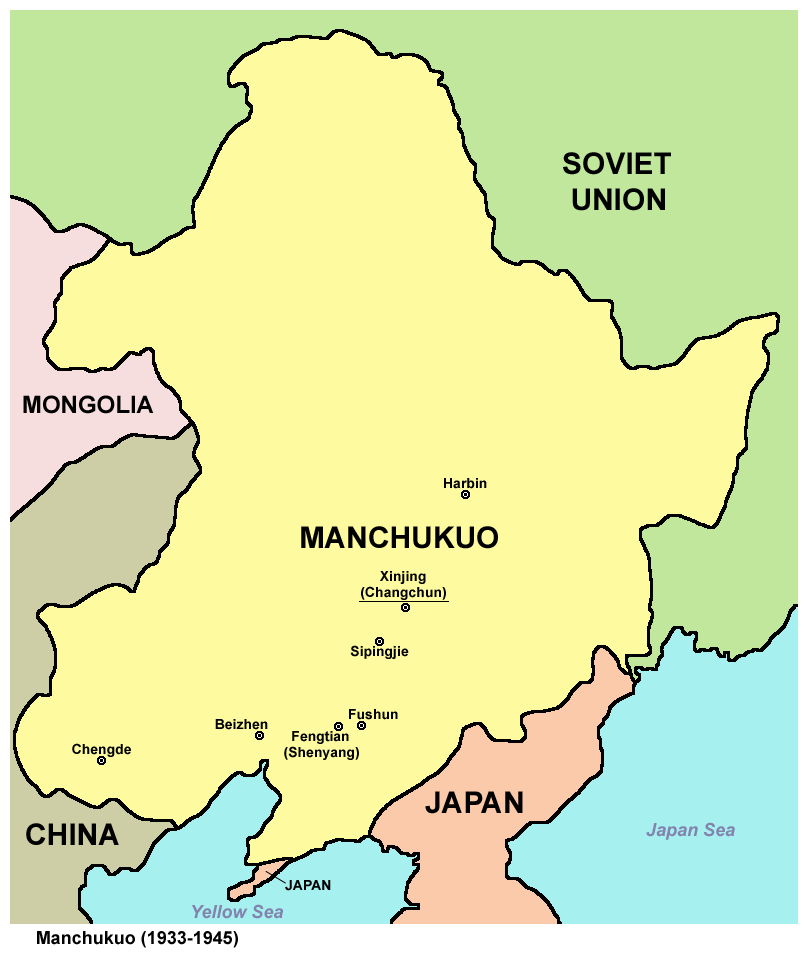

Mandżukuo

Mandżukuo było japońskim państwem marionetkowym w Mandżurii, północno-wschodnim regionie Chin. Na czele Mandżukuo Japończycy postawili ostatniego chińskiego władcę z dynastii Qing – Puyi, który jednak dysponował wyłącznie symboliczną władzą. Faktycznie Mandżukuo kontrolowane było przez japońskie wojsko, w szczególności Armię Mandżurską.
18 września 1931 doszło do tzw. incydentu mukdeńskiego, prowokacji, za którą odpowiadała Armia Kwantuńska. Dzięki zaskoczeniu Japończycy zajęli Mandżurię. Niepodległość Mandżukuo została ogłoszona 18 lutego 1932 roku. Państwem oficjalnie rządził Puyi, od 1932 jako prezydent, a od 1934 roku jako cesarz. Dwudziestu trzech z osiemdziesięciu członków Ligi Narodów uznało nowe państwo, ale sama Liga zadeklarowała w 1934, że Mandżuria legalnie pozostanie częścią Chin, potwierdzając tym samym wycofanie Japonii z Ligi. Niemcy, Włochy i Związek Radziecki uznawały Mandżukuo. Państwo również zostało uznane przez Kostarykę, Salwador i Watykan. Ponadto rząd mandżurski uznawał również rządy innych sojuszników Japonii i jej marionetki m.in. Mengjiang, birmański rząd Ba Mawa, reżim Wanga Jingwei i indyjski rząd Subhaas Czandra Bosego.
Według szacunków wywiadu ZSRR Armia Mandżukuo dysponowała 200 000–220 000 żołnierzy. Skoszarowana Cesarska Armia Mandżukuo była w pełni zależna od Cesarskiej Armii Japońskiej. Cesarska Marynarka Mandżukuo, zawierająca flotę rzeczną i straż przybrzeżną, podlegała dowództwu japońskiej Trzeciej Floty. Gwardia Cesarska Mandżukuo, licząca 200 żołnierzy, była jedyną niezależną formacją pozostającą pod rozkazem cesarza i pełniła funkcję jego osobistej ochrony.
Po sowieckiej inwazji w sierpniu 1945 roku, państwo to przestało istnieć i po okupacji radzieckiej wróciło do Chin.

### Mengjiang

Mengjiang

Mengjiang był utworzonym w Mongolii Wewnętrznej państwem, w pełni zależnym od Japonii. Państwo to rządzone było przez księcia Demchugdongruba, mongolskiego arystokratę wywodzącego się od Czyngis-chana, ale faktycznie kontrolowane było przez japońskie wojsko. Niepodległość Mengjiang została ogłoszona 18 lutego 1936 roku, w wyniku zajęcia tego terytorium przez Japończyków.
Mongołowie mieli liczne skargi przeciwko chińskiemu rządowi w Nankinie. Najbardziej chodziło tu o politykę nieograniczonej migracji Chińczyków do tego ogromnego regionu, w którym przeważały otwarte równiny i pustynie. Kilku młodych książąt Mongolii Wewnętrznej widziało w zajęciu ich kraju przez Japonię dogodną szansę na zdobycie Mongolii Zewnętrznej od Związku Radzieckiego. Japonia utworzyła Mengjiang, by wykorzystać napięcia między etnicznymi Mongołami i centralnym rządem Chin, który teoretycznie rządził Mongolią Wewnętrzną. Japończycy, dzięki utworzeniu mongolskiego sojusznika w Azji, mieli nadzieję na zdobycie reszty Mongolii od Związku Radzieckiego. Kiedy wszystkie rządy marionetki Chin zostały zjednoczone pod rządem Wang Jingwei w marcu 1940 roku, Mengjiang utrzymał swoją oddzielną tożsamość jako autonomiczna federacja. Chociaż pod mocną kontrolą Cesarskiej Armii Japonii, która zajęła teren, książę Demchugdongrub miał swoją własną armię, która była, teoretycznie, niezależna.
Mengjiang upadło w 1945 roku w wyniku klęski Japonii i najazdu ZSRR oraz Mongolii. Przeważające radzieckie siły posunęły się do Mongolii Wewnętrznej, napotykając na niewielki opór jedynie ze strony mongolskiej kawalerii, która, podobnie jak reszta armii, szybko została zniszczona.

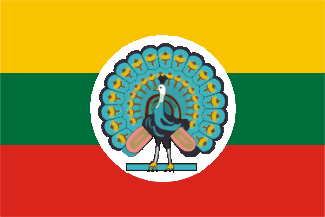
Państwo Birma

### Birma (reżim Ba Maw)
Birmański nacjonalistyczny lider Ba Maw utworzył japońską marionetkę w Birmie 1 sierpnia 1942 roku, po tym, jak japońska armia przejęła kontrolę nad Birmą od Wielkiej Brytanii. Reżim Ba Maw zorganizował Birmańską Armię Wyzwoleńczą (później przemianowaną na Birmańską Armię Narodową), dowodzoną przez Aung Sana. Była ona jednak całkowicie podporządkowana armii japońskiej i prawie nie angażowała się w działania zbrojne.

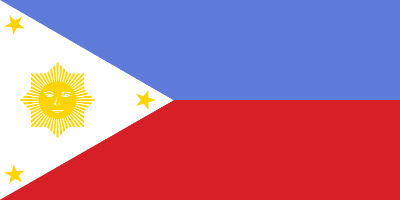
Druga Republika Filipin

### Filipiny (druga Republika)
José Paciano Laurel y García był prezydentem Drugiej Republiki Filipin, japońskiej marionetki utworzonej na Filipinach w 1942 roku. W 1943 roku, filipińskie Zgromadzenie Narodowe zadeklarowało, że Filipiny są niezależną republiką i wybrało Laurela jako prezydenta. Druga Republika upadła wraz z japońską kapitulacją. Laurel został zatrzymany i oskarżony o zdradę rządu USA, ale został objęty amnestią i kontynuował działalność polityczną, zdobywając miejsce w filipińskim senacie.

### Republika Chińska – Nankin (reżim Wanga Jingwei)

Republika Chińska – Nankin

Państwo to istniało przez krótki czas. Zostało założone 29 marca 1940 roku przez Wanga Jingwei, który został szefem wspieranego przez Japonię marionetkowego państwa z siedzibą w Nankinie.
Podczas drugiej wojny chińsko-japońskiej, Japonia ruszając ze swoich baz w Mandżurii, zajęła dużą część Wschodnich i Centralnych Chin. Rząd w Nankinie powstał w wyniku połączenia m.in. Tymczasowego Rządu Republiki Chińskiej w Pekinie ze Zreformowanym Rządem Republiki Chińskiej w Nankinie.
Rząd w Nankinie nie miał żadnej prawdziwej władzy i jego główna rola miała służyć jako propagandowe narzędzie dla Japończyków. Rząd w Nankinie zawarł porozumienie z Japonią i Mandżukuo, podpisał pakt antykominternowski w 1941 oraz wypowiedział wojnę Stanom Zjednoczonym i Wielkiej Brytanii 9 stycznia 1943 roku. Ponadto kolaborancki rząd uznał Puyi za prawowitego władcę Mandżukuo.
Z początku rząd Wanga miał napięte stosunki z Japończykami. Japonia naciskała na reżim aby ten przyjął postawę nacjonalistyczną. Powielanie symboli Kuomintangu prowadziło do częstych konfliktów z Japończykami – przykładem jest chociażby przejęcie flagi od Republiki Chińskiej.
Pogarszająca się sytuacja Japonii od 1943 roku ukazywała fakt, że większą rolę w obronie zajętych części Chin spełniała Armia Nankińska niż sama armia japońska. Armia Nankińska nieustannie walczyła przeciwko komunistycznej Nowej Czwartej Armii.
Wang Jingwei zmarł w klinice tokijskiej 10 listopada 1944 roku. Jego następcą został Chen Gongbo. Chen miał jednak zbyt słaby wpływ – faktycznym następcą Wanga okazał się Zhou Fohai, burmistrz Szanghaju.
9 września 1945, w związku z klęską Japonii w II wojnie światowej, państwo poddało się generałowi He Yingqin – sprzymierzeńcowi Czang Kaj-szeka. Generałowie Armii Nankińskiej szybko zadeklarowali przymierze z Generalissimusem i zostali zobowiązani do oparcia się komunistom. Chen Gongbo został schwytany i stracony w 1946 roku.

### Indie (Tymczasowy Rząd Wolnych Indii, Azad Hind)
Prowizoryczny Rząd Wolnych Indii był gabinetem cieni pod przewodnictwem Subhasa Czandra Bosego, indyjskiego nacjonalisty, który porzucił pokojowe metody Gandhiego dla osiągnięcia niepodległości. Państwo to istniało jedynie na terytoriach poddanych japońskiej kontroli.

Tymczasowy Rząd Wolnych Indii (Azad Hind)

Były prezydent Indyjskiego Kongresu Narodowego, Bose został zatrzymany przez brytyjskie władze kolonialne na początku II wojny światowej. W styczniu 1941 roku, po ucieczce z więzienia, przedostaniu się do Niemiec, a następnie do Japonii, utworzył Indyjską Armię Wyzwoleńczą, złożoną głównie z indyjskich więźniów. Powstała Niezależna Liga Indyjska, która – idąc za europejskim przykładem – wezwała do tworzenia Indyjskiej Armii Wyzwoleńczej, w której szeregach znaleźli się hinduscy emigranci i jeńcy z armii brytyjskiej, wzięci do niewoli przez Japończyków. Wkrótce armia liczyła już ok. 40 tys. żołnierzy. Kierownictwo rządu i armii objął przybyły właśnie Bose, dzięki poparciu japońskiego premiera gen. Hideki Tojo.
21 października 1943 roku zdecydował się on na ogłoszenie powstania Tymczasowego Rządu Wolnych Indii z sobą na czele (objął on także funkcje ministra wojny i Naczelnego Wodza). Nowy gabinet emigracyjny – oficjalnie uznany przez 9 państw (Japonię, Birmę, Chorwację, Niemcy, Filipiny, Nankinowskie Chiny, Mandżukuo, Włochy, Syjam) natychmiast wypowiedział wojnę Wielkiej Brytanii i Stanom Zjednoczonym, a w lutym 1944 r. rozpoczął działania wojenne przeciw Brytyjczykom na terenie Birmy. Pod jurysdykcję rządu Bosego, którego tymczasową siedzibą została birmańska stolica Rangun, oddano należące do Indii wysepki w Zatoce Bengalskiej – Andamany i Nikobary, zajęte właśnie przez Japończyków.
Działania wojenne hinduskiej armii toczyły się ze zmiennym szczęściem. W marcu 1944 roku rozpoczęta ofensywa w północnych Indiach była dla Brytyjczyków całkowitym zaskoczeniem i umożliwiła głębokie wbicie się w terytoria indyjskie. Zajęte ziemie oddano pod zarząd Bosego, który ogłosił tymczasową stolicą Indii miasto Imphal w nadgranicznym okręgu Manipur i zachęcał do dalszego marszu na Delhi. Ostatecznie na wiosnę 1945 roku wyczerpane długotrwałymi walkami i zdziesiątkowane tropikalnymi chorobami oddziały poniosły klęskę w Rangun, w wyniku czego miasto zostało zajęte przez Brytyjczyków, a kolaboranckie państwo indyjskie przestało istnieć.

### Wietnam

Cesarstwo Wietnamu

Cesarstwo Wietnamu było krótkotrwałym japońskim państwem marionetkowym, które istniało od 11 marca do 23 sierpnia 1945.
W 1940 roku Japończycy, idąc śladem swych niemieckich sprzymierzeńców w Europie, zajęli francuskie prowincje (Indochiny) w Azji. I podobnie jak Niemcy, zostawili w spokoju francuską administrację kolonialną. Taki stan rzeczy utrzymał się do 9 marca 1945, kiedy to Japończycy oficjalnie przejęli władzę w tej prowincji. Wkrótce po tym, cesarz Bảo Đại unieważnił traktat z Francją z 1884 roku, a Trần Trọng Kim, historyk, stał się prezesem rady ministrów.
W 1945 roku Wietnam nawiedziła klęska głodu, która spowodowała falę sprzeciwu wobec Francji, a co za tym idzie w krótkim czasie ogłoszenie niepodległości.

### Kambodża

Królestwo Kambodży

Królestwo Kambodży było krótkotrwałym japońskim państwem marionetkowym, istniejącym od 9 marca do 15 kwietnia 1945 roku.
W 1941 r., Japończycy wchodząc do Kambodży, pozwolili francuskim urzędnikom pozostać na administracyjnych stanowiskach. Japońskie hasło Azja dla Azjatów pozyskiwało wielu kambodżańskich nacjonalistów, wbrew temu, że tokijska polityka miała na celu utrzymać kolonialny rząd indochiński w nominalnej kontroli.
Ta polityka zmieniła się w ciągu ostatnich miesięcy wojny. Japończycy, chcąc zyskać miejscowe poparcie, wyrzucili francuski rząd i zmusili Kambodżę, by oznajmić swoją niepodległość w Wielkiej Wschodnioazjatyckiej Strefie Wspólnego Dobrobytu. Cztery dni później, król Norodom Sihanouk zadeklarował, że Kampucza (pierwotna nazwa Kambodży) jest niezależna. Sơn Ngọc Thành został wyznaczony ministrem spraw zagranicznych.
W dniu japońskiej kapitulacji, został ogłoszony nowy rząd na czele z nowym premierem Sơn Ngọc Thành. Jednak w październiku, kiedy alianci zajęli Phnom Penh, Sơn Ngọc Thành został zatrzymany za współpracowanie z Japończykami i deportowany do Francji. Kilku jego zwolenników pojechało do północno-zachodniej Kambodży, która była pod tajską kontrolą od czasu wojny francusko-tajskiej w 1942, gdzie połączyli się jako część ruchu Khmer Issarak, pierwotnie utworzonego z tajskim poparciem w 1940 roku.

### Laos (Królestwo Luang Phrabang)

Królestwo Luang Phrabang

Pierwszą nacjonalistyczną laotańską organizacją był Ruch Narodowej Odnowy powstały w styczniu 1941, kierowany przez księcia Phetxarata i poparty przez miejscowych francuskich urzędników, chociaż nie przez władze Vichy w Hanoi. Ta formacja napisała aktualny do dziś hymn Laosu i zaprojektowała aktualną flagę Laosu, kiedy paradoksalnie deklarowała poparcie dla Francji. Kraj ogłosił swoją niepodległość w 1945 roku.
Wszystko przebiegało spokojnie aż do wyzwolenia Francji w 1944 roku, kiedy Charles de Gaulle doszedł do władzy. To oznaczało koniec przymierza między Japonią i francuską administracją w Indochinach. Japończycy nie chcieli pozwolić gaullistom na przejęcie władzy i pod koniec 1944, dokonali wojskowego zamachu stanu w Hanoi. Część Francuzów uciekła przez góry do Laosu, ścigani przez Japończyków, którzy zajęli Wientian w marcu 1945 i Luang Prabang w kwietniu. Król Sisavang Vong został zatrzymany przez Japończyków, natomiast jego syn, książę Savang Vatthana wezwał cały naród, do wspierania Francuzów. Wielu Laotańczyków zginęło w walce z japońskim okupantem.
Jednakże książę Phetxarat sprzeciwił się takiej postawie, uważając, że niepodległość Laosu mogłaby zostać zdobyta poprzez przejście na stronę Japończyków, którzy mianowali go premierem Luang Prabang, a więc nie całego kraju. W praktyce kraj pogrążony był w chaosie i Phetxarat nie miał żadnej istotnej władzy. Z kolei inny ruch, Lao Seri (Wolni Laotańczycy), otrzymał nieoficjalne poparcie od Wolnego Ruchu Tajów w regionie Isan.

## Państwa zależne od Włoch

### Albania
Albania była włoskim państwem marionetkowym, połączoną unią personalną z Włochami pod panowaniem Wiktora Emanuela III, którego pełny tytuł brzmiał: Król Włoch i Albanii, Cesarz Etiopii. Albania była częścią Nowego Imperium Rzymskiego wymyślonego przez włoskiego dyktatora, II Duce, Benito Mussoliniego.
Albania była zależna od Włoch już od I wojny światowej, kiedy to została zajęta przez Włochy jako „protektorat” zgodnie z paktem londyńskim. Włoskie oddziały wycofały się po wojnie, ale w latach 20. i 30. XX wieku, Albania ponownie stawała się coraz bardziej zależna od Włoch. Albańskie rządy i gospodarka były uzależnione od włoskich pożyczek, włoskie osadnictwo nabierało tempa, zaś albańska armia była szkolona przez włoskich instruktorów. Europa, przejęta sprawą rozbioru Czechosłowacji przez Niemcy, nie spoglądała na poczynania Włoch, które przecież stanowiły po III Rzeszy główną siłę w Europie. W tym czasie Mussolini wysłał ultimatum do albańskiego króla Ahmeda Zogu (25 marca 1939 roku), żądając od niego przyłączenia się Albanii do Włoch jako protektoratu. 7 kwietnia włoskie oddziały wylądowały w Albanii. Zogu, jego żona i nowo narodzony syn natychmiast uciekli do Grecji. Pięć dni po najeździe, 12 kwietnia, albański parlament poprzez głosowanie postanowił usunąć dotychczasowego króla i przyłączyć do Włoch w „unii personalnej”, oferując albańską koronę Wiktorowi Emanuelowi III. Parlament wybrał największego właściciela ziemskiego Albanii, Shefqet Bey Verlaciego, na premiera. Ponadto Verlaci pełnił obowiązki głowy państwa przez pięć dni, dopóki Wiktor Emanuel III formalnie przyjął albańską koronę na uroczystości w Kwirynale w Rzymie. Król Włoch wyznaczył generała-porucznika Francesco Jacomoni do reprezentowania go w Albanii jako wicekróla.

Królestwo Albanii

15 kwietnia 1939 roku, Albania wycofała się z Ligi Narodów, którą Włochy opuściły w 1937 roku. 3 czerwca 1939, albańskie ministerstwo spraw zagranicznych zostało przyłączone do włoskiego ministerstwa, a dotychczasowy minister, Xhemil Bej Dino, został włoskim ambasadorem.
Albańskie wojsko było pod włoskimi rozkazami i formalnie zostało przyłączone do włoskiej armii w 1940 roku. Dodatkowo włoskie Czarne Koszule utworzyły cztery legiony albańskiej milicji.
Albania wraz z Włochami wypowiedziała wojnę Wielkiej Brytanii i Francji 10 czerwca 1940 roku. Albania służyła jako baza dla włoskiego najazdu na Grecję w 1941 roku, a albańskie oddziały uczestniczyły w greckiej kampanii. W 1941 roku albański protektorat został powiększony przez aneksję Kosowa z byłej Jugosławii. Wiktor Emanuel III jako „Król Albanii” wypowiedział wojnę Związkowi Radzieckiemu w 1941 roku i Stanom Zjednoczonym w 1942 roku. Ponadto pewna ilość ochotników służyła w 21 Dywizji Górskiej SS Skanderbeg.
Wiktor Emanuel III abdykował jako król Albanii w 1943 roku, kiedy Włochy opuściły Oś, by dołączyć się do koalicji przeciw Niemcom. W latach 1943–1944 w kraju zaczyna działać silna partyzantka zdominowana przez komunistów. Pomimo tego, Niemcy powołali do życia własne państwo marionetkowe, Królestwo Albanii. 28 listopada 1944 Albania ogłoszona została republiką ludową, władzę przejęła komunistyczna Albańska Partia Pracy kierowana przez Envera Hodżę.

### Niezależne Państwo Czarnogórskie (reżim Drljevica)

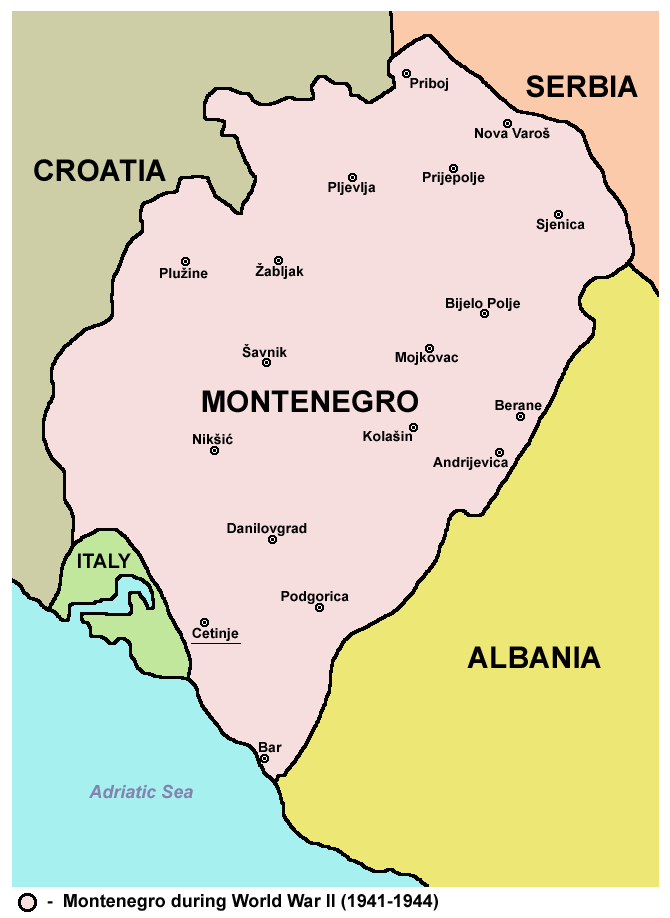

Niezależne Państwo Czarnogórskie

Lider czarnogórskich federalistów, Sekula Drljevic utworzył Tymczasowy Komitet Administracyjny Czarnogóry 12 lipca 1941 roku. Komitet pierwotnie współpracował z Włochami, przez co w nagrodę w czerwcu 1941 roku został liderem Niezależnego Państwa Czarnogórskiego – faszystowskiej marionetki Mussoliniego.
Niezależne Państwo Czarnogórskie było monarchią. Pierwszym pretendentem do objęcia tronu czarnogórskiego był książę Mihailo, jednakże zrezygnował on z tego prawa. Tak samo stało się z kolejnym kandydatem, księciem Nikolą. W tej sytuacji postanowiono uczynić regentem króla Włoch Wiktora Emanuela III. W tym celu 12 lipca w Cetyni rozpoczęło obrady Zgromadzenie Konstytucyjne (Skupština) złożone z 65 członków, wybranych przez S. Mazzoliniego, na czele z M. Ivanoviciem. Ogłosiło ono „Deklarację Restauracji Królestwa Czarnogóry”, powiązanego unią z Serbią, zaoferowano królowi Włoch urząd regenta, który miał proklamować Statut Królestwa (opracowany przez włoskiego prawnika Carlo Alberto Bigginiego w Rzymie). W przypadku nieznalezienia właściwego kandydata tron miał objąć Wiktor Emanuel III.
Po kapitulacji Włoch w 1943 roku, ich miejsce zajęli Niemcy. 10 listopada powołali Czarnogórską Administrację Narodową na czele z Ljubo Vuksanoviciem. W odpowiedzi komunistyczny Narodowy Komitet Wyzwolenia Czarnogóry powołał w miejscowości Kolašin Terytorialną Radę Antyfaszystowską (Zemaljsko Antifašističko Vijeće), która ogłosiła, że po wyzwoleniu Czarnogóra będzie równorzędną jednostką w przyszłym federalnym państwie jugosłowiańskim. W tym czasie na obszarze Czarnogóry trwała szczególnie brutalna i zacięta walka pomiędzy miejscową komunistyczną partyzantką podległą Josipowi Broz Ticie, a serbskimi czetnikami, którzy tworzyli tzw. Królewskie Wojska Jugosłowiańskie w Ojczyźnie na czele z Dragoljubem Mihailoviciem. Jednakże po cofnięciu dla nich poparcia przez zachodnich aliantów w 1944 roku zdecydowaną przewagę zaczęli szybko zyskiwać komuniści. W II połowie 1944 roku zaktywizowali oni znacznie operacje partyzanckie przeciwko Niemcom i ich kolaborantom. W okresie listopada-grudnia wszystkie miasta na wybrzeżu i w centralnej części Czarnogóry zostały wyzwolone. W październiku 1941 roku, Drljević został deportowany z Czarnogóry i w 1944 roku, utworzył on Radę Państwową Czarnogóry w Niepodległym Państwie Chorwackim. Rada ta spełniała funkcję rządu na emigracji.
Siłami zbrojnymi Czarnogóry była Czarnogórska Armia Narodowa dowodzona przez podpułkownika Pavle Đurišicia.

## Niepaństwowi sojusznicy Osi

### Protektorat Czech i Moraw

Protektorat Czech i Moraw

Protektorat Czech i Moraw został utworzony po rozbiorze Czecho-Słowacji, z okupowanych od 15 marca 1939 Czech, Moraw i Śląska Czeskiego, nieprzyłączonych w konsekwencji układu monachijskiego do III Rzeszy 30 września 1938 jako Kraj Sudetów (niem. Sudetenland). Protektorat wchodził w skład tzw. Wielkich Niemiec (Großdeutsches Reich), ale miał wewnętrzny samorząd, natomiast władze Niemiec pozostawiły sobie prawo zawieszania przepisów i zarządzeń władz czeskich. Protektorat posiadał również własne: reprezentację piłkarską, walutę oraz rząd. Politykę zagraniczną i obronną ralizowały Niemcy. Autonomia była stopniowo ograniczana przez okupanta metodą faktów dokonanych – poprzez infiltrację Gestapo, wzmożone represje, ucisk językowy i rabunek czeskiej gospodarki. Protektorat Czech i Moraw istniał formalnie do końca II wojny światowej. Prezydentem przez cały okres jego istnienia był Emil Hácha, lecz realna władza spoczywała w rękach niemieckiego protektora. Pierwszym był generał Johannes Blaskowitz, później na stanowisko to wyznaczono Konstantina von Neuratha, a ostatecznie objął je Wilhelm Frick. Trzecią osobą w protektoracie był czeski premier – najdłużej stanowisko to sprawował Jaroslav Krejčí. Gwarantem niemieckiego panowania były organizacja Narodowe Zjednoczenie, do której zapisało się ok. 98% pełnoletnich Czechów, a także partie Vlajka oraz Narodowo-Socjalistyczna Partia Czeskich Robotników i Chłopów. Kres jego istnieniu położyło zajęcie Czech przez oddziały radzieckie, polskie, czechosłowackie i rumuńskie w 1945 roku.
Protektorat Czech i Moraw określa się mianem państwa marionetkowego. Został uznany przez niewielką część społeczności międzynarodowej i de facto był częścią Niemiec.
Funkcję sił zbrojnych Protektoratu Czech i Moraw pełniło Vládní vojsko.

### Norwegia (Rząd Narodowy)

Rząd Narodowy

Po zajęciu Królestwa Norwegii przez siły Wehrmachtu w jego miejsce ustanowiono Komisariat Rzeszy Norwegia rządzony dyktatorsko przez mianowanego premierem Komisarza Rzeszy Josefa Terbovena, którego na to stanowisko wyznaczył osobiście Hitler. Drugą osobą w Norwegii stał się Wilhelm Redieß – Wyższy Dowódca SS i Policji przeniesiony z Prus Wschodnich, późniejszy generał SS. Rząd Narodowy był dyktaturą monopartyjną. Sprawowała ją norweska partia narodowosocjalistyczna, Nasjonal Samling (NS).
Po niespodziewanym zaatakowaniu Norwegii przez wojska niemieckie 9 kwietnia 1940 roku, Quisling, wykorzystując sytuację, proklamował w przemówieniu radiowym tego samego dnia utworzenie Rządu Narodowego pod swoim przewodnictwem. Jednakże już 14 kwietnia Niemcy zmusili go do ustąpienia, zaś 19 kwietnia Komisarzem Rzeszy w okupowanej Norwegii został Josef Terboven. Quislinga zmuszono do wyjazdu do Niemiec, lecz dzięki Alfredowi Rosenbergowi powrócił do ojczyzny 16 sierpnia. Niemieckie władze okupacyjne zakazały działalności wszystkich partii politycznych z wyjątkiem Nasjonal Samling. Ponadto NS uzyskała od Niemców poważne wsparcie finansowe i ideologiczne. Wskutek ogromnych wysiłków propagandowych jej liczebność osiągnęła ok. 45 tysięcy członków. Dziewięciu z nich (bez Quislinga) uzyskało teki w mianowanej przez okupanta Radzie Komisarzy Ministerialnych. Największą władzę z nich zdobył, będący najważniejszym Norwegiem w okupowanym kraju Jonas Lie, szef policji i dowódca Norweskiego SS. Dopiero 1 lutego 1942 roku Vidkun Quisling doczekał się stanowiska premiera w nowo powołanym marionetkowym kolaboracyjnym rządzie – Rządzie Narodowym, jednak bez realnej władzy, pozostającej w rękach Komisarza Rzeszy. 13 lutego odbył spotkanie z Hitlerem, podczas którego nie zdołał osiągnąć żadnego ze swoich postulatów – zawarcia układu pokojowego, reaktywowania armii norweskiej ani planu utworzenia Związku Narodów Nordyckich – pod przewodnictwem Rzeszy, ale z pełną niepodległością Norwegii i innych państw skandynawskich. Co jakiś czas wysyłał do Berlina memoriały, które ostatecznie doprowadziły do zgody Adolfa Hitlera 28 września 1944 roku na uzyskanie przez Norwegię niepodległości po zakończeniu wojny. Był on współodpowiedzialny za terror i deportacje rodaków do obozów koncentracyjnych.
Choć w 1944 roku ruszyła radziecko-fińska ofensywa na norweski Finnmark, który został przez Armię Czerwoną zdobyty, Rząd Narodowy przetrwał do końca II wojny światowej. Po bezwarunkowej kapitulacji, 8 maja 1945 roku Redieß i Terboven schronili się w bunkrze pod rezydencją królewską Skaugum. W międzyczasie nowy przywódca III Rzeszy, wielki admirał Karl Dönitz zdymisjonował Terbovena. Obaj popełnili samobójstwa. 11 maja Lie, w obawie przed procesem, popełnił samobójstwo w miejscowości Skallum. W ręce aliantów wpadł natomiast sam Quisling. Sąd Najwyższy skazał go na karę śmierci. Został rozstrzelany przez pluton egzekucyjny w twierdzy Akershus 24 października 1945 roku. Ostatnią operacją II wojny światowej w Europie była operacja Doomsday, polegająca na rozbrajaniu licznych (ok. 350 tysięcy żołnierzy) wojsk niemieckich w Norwegii.
Pomimo starań Quislinga, siły zbrojne Rządu Narodowego nigdy nie powstały. Po ataku Niemiec na ZSRR utworzono jednak Ochotniczy Legion Norweski, który walczył między innymi w oblężeniu Leningradu.

### OUN-B

OUN-B

Frakcja rewolucjonistów Organizacji Ukraińskich Nacjonalistów nazywana od nazwiska ich przywódcy, Stepana Bandery „banderowcami” powstała w wyniku rozłamu Organizacji Ukraińskich Nacjonalistów (OUN) na OUN-B dowodzony przez Stepana Banderę, Lwa Rebeta i Jarosława Stećkę oraz OUN-M (tak zwanych melnykowców) pod komendą Andrija Melnyka i Omelana Senyka. Ostatecznie powołano do życia tę organizację w lipcu 1940 roku w Krakowie. Jej celem było utworzenie niepodległego państwa ukraińskiego. Stronników Bandery cechował większy radykalizm zarówno pod względem społecznym, jak i narodowym, niż melnykowców. Z nacjonalistycznego radykalizmu zwolenników Bandery wynikało dążenie do uzależnienia się od Niemiec – Trzecią Rzeszę traktowano jako taktycznego sprzymierzeńca, z którym stosunki miały być partnerskie, a nie jako hegemona. Mimo to kontynuowano taktyczną współpracę z Niemcami, którzy jawili się jako jedyna siła zdolna do pokonania ZSRR. Zbrojnym ramieniem OUN-B była Ukraińska Powstańcza Armia (UPA). Z początku nosiły nazwę Wojskowe Oddziały OUN-SD. Formowanie pierwszego oddziału rozpoczęto na Polesiu w połowie października 1942 roku. Dowodził nim referent wojskowy OUN Serhij Kaczynskyj „Ostap”. Drugi oddział, pod dowództwem Hryhorija Perehijniaka „Dowbeszki-Korobki” został utworzony na Wołyniu. W lutym 1943 roku utworzono trzy nowe sotnie UPA. Pierwszą akcją oddziałów był atak sotni Hryhorija Perehijniaka 7 lutego 1943 roku na baraki policyjne w miasteczku Włodzimierzec. W marcu 1943 roku banderowcy wydali rozkaz, aby wszyscy ukraińscy policjanci wstąpili w szeregi UPA. Tym, którzy tego nie zrobią, zagrożono wyłapaniem i rozstrzelaniem pod zarzutem dezercji. Wskutek tego rozkazu w szeregi UPA wstąpiło około 5 tysięcy wyszkolonych policjantów, co znacznie zwiększyło jej siłę. Przez czas swego funkcjonowania UPA znacznie rozwinęła swoje struktury, wypracowując nawet własne odznaczenia oraz organizując szkoły oficerskie (w których prowadzono kursy artyleryjskie i mineryjskie) i radiostację propagandową. W szczytowym okresie rozwoju, wiosną 1944 roku liczyła ok. 35 000 żołnierzy. UPA zawzięcie zwalczała partyzantów polskich i radzieckich. Równolegle, wobec niemieckiego terroru na ludności ukraińskiej, UPA walczyła z okupantem hitlerowskim. Swego czasu na zajętych przez siebie ziemiach utworzyła i własny twór państwowy, Republikę Kołkowską, którego likwidacja wymagała użycia przez Niemców lotnictwa i artylerii.
W lutym 1943 roku UPA rozpoczęła akcję eksterminacji polskiej ludności na terenie okupowanego województwa wołyńskiego. Było to podyktowane obawami dowództwa UPA, że po zakończeniu wojny dojdzie powtórnie do konfliktu polsko-ukraińskiego. Postanowiło więc wcześniej oczyścić sporne tereny z polskiej ludności. Oddziały UPA wzmocnione dezerterami z ukraińskiej policji pomocniczej dokonały szeregu ataków na polskie wsie. Kulminacja mordów przypadła na 11 lipca 1943 roku, niedługo po wydaniu przez Dmytra Klaczkiwskiego tajnej dyrektywy dowództwa UPA-„Piwnicz” w sprawie przeprowadzenia wielkiej akcji likwidacji polskiej ludności męskiej w wieku od 16 do 60 lat. Zorganizowane zbrodnie trwały do lutego 1944 roku i spowodowały na Wołyniu według szacunków historyków śmierć do 50–60 tys. Polaków. II konferencja OUN-B w 1942 roku zaznaczyła swój negatywny stosunek do Żydów (uznano ich za „narzędzia imperializmu moskiewsko-bolszewickiego”), jednak zalecała nie brać udziału w niemieckich działaniach antyżydowskich m.in. dlatego, by „nie odwracać uwagi od głównych wrogów”.
Na przełomie lat 1943/1944, w obliczu zbliżającego się wkroczenia Armii Czerwonej, UPA zawierała wiele lokalnych porozumień z wojskami niemieckimi dotyczącymi np. zwalczania komunistycznej partyzantki lub blokowania mniejszych przełęczy karpackich w 1944 roku. W zamian UPA otrzymywała od wojsk niemieckich nadwyżki sprzętu wojskowego i wyposażenia. 20 grudnia 1943 roku dowodzący Porfirij Antoniuk ps. „Sosenko” porozumiał się z przedstawicielami starosty powiatu włodzimiersko-wołyńskiego. Na mocy zawartego układu obie strony zobowiązywały się powstrzymać od wzajemnych ataków, wspólnie zwalczać partyzantkę radziecką i polską. Podobne porozumienia zawarto w wielu innych regionach. W Małopolsce Wschodniej negocjacje z Niemcami prowadził, w imieniu Centralnego Prowodu OUN-B, ks. Iwan Hrynioch ps. „Herasymowski”, który w marcu 1944 zaproponował „bezwarunkową i pełną lojalność” UPA i OUN wobec Niemców w zamian za zwolnienie ukraińskich więźniów politycznych, zaprzestanie represji przeciwko Ukraińcom i pozostawienie ukraińskim nacjonalistom swobody działania na tyle, na ile ich aktywność nie była sprzeczna z interesami niemieckimi. Rozmowy trwały przez kolejne miesiące i zakończyły się zawarciem nieformalnego porozumienia, na mocy którego Niemcy zgodzili się na zwolnienie więźniów, zaopatrywanie UPA w broń i amunicję, szkolenie ukraińskich dywersantów, natomiast podziemie ukraińskie zobowiązało się do prowadzenia dywersji i działań wywiadowczych przeciw siłom radzieckim. Według obliczeń Iwana Kaczanowskiego co najmniej 46% dowódców OUN-B i UPA miało w swoim życiorysie etap kolaboracji z Niemcami:
- 23% służyło w różnych formacjach policyjnych,
- 18% przeszło niemieckie kursy wojskowe i wywiadowcze,
- 11% służyło w batalionach Nachtigall i Roland,
- 8% pracowało w niemieckiej okupacyjnej administracji,
- 1% służyło w SS-Galizien.

### Republika Łokocka

Republika Łokocka

W latach 1941–1943 na terenach Związku Radzieckiego zajętych przez Wehrmacht, w okolicach gminy Łokoć w obowodzie briańskim funkcjonowało autonomiczne quasi-państwo, administrowane przez Rosjan, znane jako Republika Łokocka. Jego stolicą była Łokoć, a dzięki kolejnym ugodom z okupantem hitlerowskim, republika była powiększana i w szczycie swojego zasięgu terytorialnego zamieszkiwało ją ponad milion osób, walutą był rubel, a językiem urzędowym rosyjski, nie niemiecki.
Początkowo przywódcą Republiki Łokockiej był Konstantin Woskobojnik, a po jego śmierci 8 stycznia 1942 roku z rąk sowieckich partyzantów stanowisko to objął Bronisław Kaminski. 5 sierpnia 1943 roku w związku ze zbliżaniem się frontu Kaminski wydał rozkaz ewakuacji mieszkańców na zachód. Kres istnieniu Republiki Łokockiej położyło wkroczenie oddziałów Armii Czerwonej w sierpniu 1943 roku.
Niemcy nie ingerowali w sprawy wewnętrzne Republiki Łokockiej, dopóki ich transporty były bezpieczne, a quasi-państwo dostarczało wymagane ilości żywności dla Wehrmachtu. Kołchozy zostały zlikwidowane i w znacznym stopniu wprowadzono wolny rynek. Kamiński zorganizował niezawisłe sądownictwo, więzienia i gazety. W artykułach Kamińskiego opublikowanych w gazetach łokockich podkreślono, że cele nazistowskich Niemiec i Rosji „są takie same”. Szkoły (zamknięte na terenach radzieckich po inwazji niemieckiej) zostały ponownie otwarte, powstały stacja radiowa, a także grupy teatralne w Łokoci, Dmitrowsku i Siewsku. W republice działała Narodowo-Socjalistyczna Partia Rosji, która sprawowała władzę na zasadach dyktatury monopartyjnej.

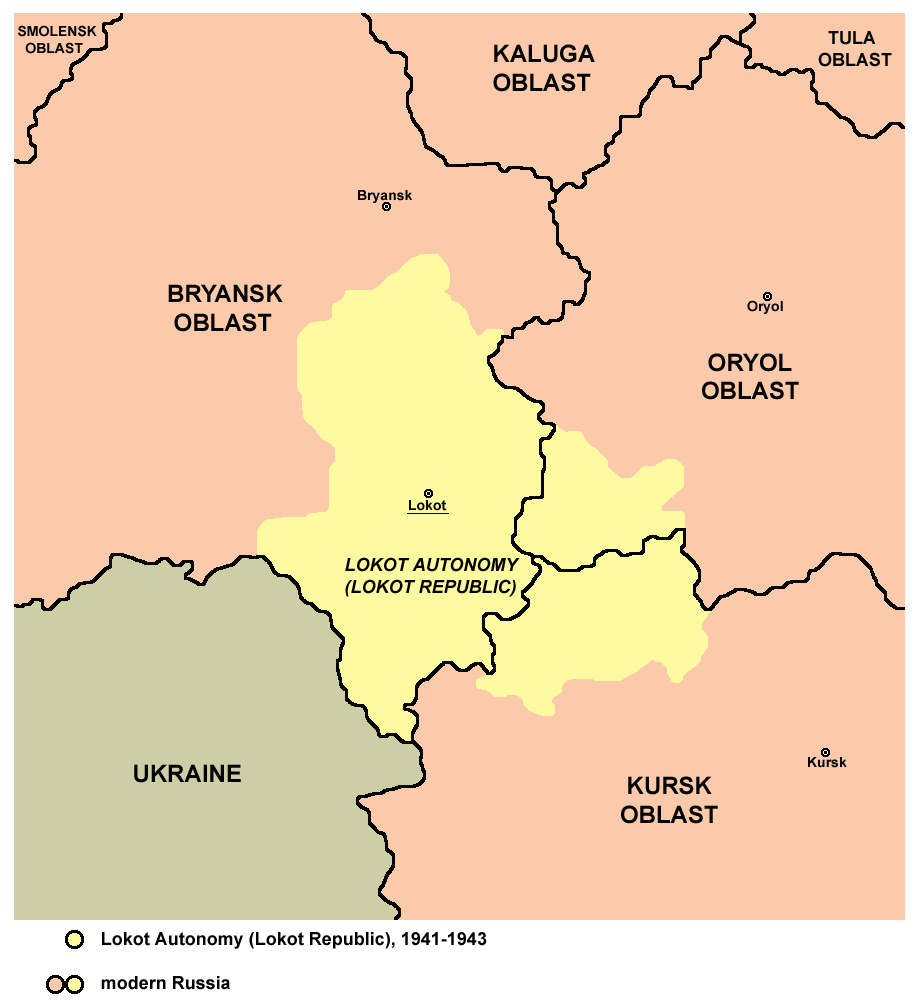

Republika Łokocka dysponowała własną milicją, liczącą na początku działalności ok. 200 funkcjonariuszy. Formacja ta była podporządkowana dowództwu niemieckiemu i z jednostkami niemieckimi zazwyczaj współpracowała. Na terenie republiki działało ok. 20 000 partyzantów, którzy kontrolowali zaplecze stacjonujących w regionie wojsk niemieckich. Liczba milicjantów była więc stale zwiększana, także przez pobór. Z czasem milicja pozyskała również zdobyczny, radziecki sprzęt (w tym czołgi i artylerię), a Wehrmacht przekazał funkcjonariuszom stare mundury. Gdy milicja liczyła już ok. 10 000 członków, zapadła decyzja o przekształceniu jej w Rosyjską Wyzwoleńczą Armię Ludową (RONA). Skutecznie rozprawiła się ona z partyzantami, których część wstąpiła w jej szeregi, a Niemcy uznali ją za cennego sojusznika. RONA posiadała własny wywiad i kontrwywiad. Po zajęciu republiki przez Armię Czerwoną została ewakuowana wraz z Kaminskim na Białoruś (gdzie w mieście Lepel usiłowano odtworzyć Republikę Łokocką, bezskutecznie przez opór miejscowej ludności), później do Polski. Wraz z nią podążyło ok. 10 000 uchodźców, osiedlonych w Niemczech, na Górnym Śląsku. Ostatecznie RONA została przekształcona w 29 Dywizję Grenadierów SS (1 rosyjską).
Łokoccy żołnierze dopuszczali się licznych zbrodni wojennych, w tym mordowania Żydów oraz jeńców wojennych. Cała ludność żydowska w republice została unicestwiona bez pomocy Niemców: 223 Żydów rozstrzelano przez milicję w Suziemce, a 39 w Nawli.

### Białoruska Centralna Rada

Białoruska Centralna Rada

Gauleiter Okręgu Generalnego „Białoruś” Wilhelm Kube prowadził politykę pozyskiwania ludności białoruskiej dla interesów niemieckich. Doceniał i konsekwentnie popierał białoruski ruch narodowy jako realną przeciwwagę dla wpływów radzieckich partyzantów, którzy na Białorusi byli szczególnie aktywni. W perspektywie było to nawet związane z utworzeniem odrębnego państwa białoruskiego pod protektoratem Rzeszy.
Postanowił utworzyć centralny organ administracyjny, reprezentujący Białorusinów. Początkowo na początku września 1941 powołał tzw. Nebenbureau, które było lokalnym odpowiednikiem generalnego komisariatu i postawił na jego czele Radosława Ostrowskiego. W końcu października zdymisjonował go jednak z powodu oskarżeń o współpracę w okresie międzywojennym z komunistami i władzami polskimi. 22 października wydał wspólnie z Iwanem Jermaczenką odezwę do ludności białoruskiej, ogłaszającą oficjalnie utworzenie Białoruskiej Samopomocy Ludowej, której celem miała być opieka nad ludnością w zakresie ochrony zdrowia i warunków bytowych, samopomoc oraz działalność kulturalno-propagandowa.
Najważniejszym organem kolaboracji białoruskiej była Białoruska Centralna Rada, namiastka rządu białoruskiego funkcjonująca za pozwoleniem niemieckich władz okupacyjnych i była ich faktycznym organem administracji. Powołano ją do życia 21 grudnia 1943 roku, już po tym, jak Kube zginął w zamachu. Oficjalnym celem powołania jej była „mobilizacja sił Białorusinów do walki z bolszewizmem”. Miała uprawnienia do samodzielnej działalności kulturalnej, socjalnej i oświatowej. Prezydentem B.C.R. mianowano Radosława Ostrowskiego, któremu podlegały centralne struktury Rady w Mińsku oraz aparat terenowy. W czerwcu 1944 B.C.R. zwołała II Kongres Wszechbiałoruski. Podczas kongresu potwierdzono deklarację niepodległości Białoruskiej Republiki Ludowej z 25 marca 1918 roku. W lipcu 1944 roku w wyniku wkroczenia wojsk radzieckich do Białorusi, Białoruska Centralna Rada ewakuowała się do Berlina.
Podlegały jej własne siły zbrojne – Białoruska Obrona Krajowa, składająca się z Białoruskiej Samoobrony i Białoruskiej Policji Pomocniczej. Na czele formacji stanął generał Franciszek Kuszel. 31 marca 1944 roku liczyła 15 600 żołnierzy. Blisko współpracowała ona z siłami niemieckimi, zwłaszcza w akcjach przeciwpartyzanckich.

## Cele państw Osi
Przez dołączenie do Osi lub sojusz z jej członkami różne państwa chciały osiągnąć różne cele. W większości przypadków była to kwestia imperializmu i ekspansjonizmu.

### Niemcy
Niemcy dążyły do zdobycia „Lebensraumu” (niem. „przestrzeni życiowej”). Słowo to oznaczało tereny, które miały im się należeć jako narodowi rzekomej rasy panów. Doktryna ta zawierała wyraźne koncepcje rasistowskie, nacjonalistyczne i szowinistyczne. Pojęcie Lebensraum polityczno-publicystyczne definiujące przeludnienie Niemiec, brak przestrzeni niezbędnej do życia, co jakoby usprawiedliwiać miało terytorialną ekspansję; termin pojawił się w XIX w. (zwł. po 1870 roku w publicystyce uzasadniającej roszczenia terytorialne); Friedrich Ratzel wprowadził go do geografii politycznej, Karl Haushofer z uczniami nadali mu podstawowe znaczenie w geopolityce; szeroki rozgłos zyskał po 1926 roku dzięki powieści Hansa Grimma Volk ohne Raum (Naród bez przestrzeni). Projekty i pierwsze programy osadnictwa Niemców na wschodzie kosztem wypędzeń rodzimej populacji rozpoczęto w Niemczech już podczas I wojny światowej (np. koncepcja Mitteleuropa). Później z idei Lebensraum naziści wywiedli jako cel zdobycie dla Rzeszy terenów po Ural, lub nawet jeszcze dalej, gdzie po zwycięskiej wojnie miano osiedlić ludzi „krwi czysto nordyckiej”. Teoria Lebensraum, jako alternatywa dla wyżywienia narodu poprzez handel światowy, została zarysowana przez Hitlera w jego (niepublikowanej za życia) drugiej, mniej znanej księdze z 1928 roku, Das zweite Buch. Znajduje się tam również jej uzasadnienie. Pozyskaniu Lebenraumu miał służyć Generalny Plan Wschód.

### Japonia
Hakkō ichiu (紘宇, jap. „cały świat pod jednym dachem”) to japoński slogan oznaczający boskie prawo Cesarstwa Japonii do „zjednoczenia ośmiu zakątków świata” spopularyzowany w przemówieniu premiera Japonii Fumimaro Konoe w dniu 8 stycznia 1940 roku. Japonia cierpiała jednak na brak surowców umożliwiających prowadzenie mocarstwowej polityki. Powstał więc plan utworzenia Strefy Wspólnego Dobrobytu Wielkiej Azji Wschodniej, bloku zależnych państw azjatyckich pod polityczną kontrolą Japonii. Koncepcja była wprowadzana w życie, przez powołanie do życia Mandżukua, Mengjiangu, Państwa Birmy, Drugiej Republiki Filipin, Królestwa Kambodży, Królestwa Luang Phrabang (Laosu), Cesarstwa Wietnamu, Republiki Chińskiej (reżimu Wanga Jingwei), a także wspieranie ruchu Azad Hind. Przygotowywane było również przekształcenie w państwo marionetkowe zajętych Holenderskich Indii Wschodnich i brytyjskich posiadłości malajskich. Niezależnym członkiem bloku pozostałoby Królestwo Syjamu. W dniach 5–6 listopada 1943 roku w Tokio odbyła się konferencja przywódców Japonii, Birmy, Mandżukua, Syjamu, Filipin, Azad Hind i reżimu Wanga Jingwei, stanowiąca preludium do utworzenia Strefy Wspólnego Dobrobytu Wielkiej Azji Wschodniej, co jednak nigdy oficjalnie nie nastąpiło.

### Włochy
Włoskim odpowiednikiem Lebensraumu była spazio vitale (włos. „przestrzeń życiowa”). Jej twórcą był ideolog faszystowski Giuseppe Bottai. Jego zdaniem przeznaczeniem Włochów, współczesnych Rzymian, była odbudowa Cesarstwa Rzymskiego. Włochy dążyły do znacznych zdobyczy w Afryce Północnej i Wschodniej, oraz podporządkowania sobie Grecji i części byłej Jugosławii. Faszystowski reżim podkreślał strategiczne znaczenie politycznego i gospodarczego połączenia Europy z Afryką, a czasami określał oba kontynenty w zgodzie jako Eurafrica. W ramach tego stanowiska system opracował mapy przedstawiające hipotetyczne linie kolejowe i sieci hydroelektryczne rozciągające się od Afryki do Włoch przez Libię jako propozycje ściślejszej integracji afrykańskich posiadłości Włoch z samymi Włochami.

### Węgry
W przeciwieństwie do głównych mocarstw Osi Węgry nie dążyły do rozszerzenia swoich wpływów na cały świat. Ich głównym celem było odzyskanie ziem utraconych wskutek traktatu w Trianon. Przywódcy węgierscy liczyli na odzyskanie terenów zajętych przez Rumunię, Czechosłowację, Polskę i Królestwo SHS, jednak nie łudzili się, że Niemcy odstąpią im ziemie, które uzyskała Austria. Częściowo udało się te plany zrealizować, przez pierwszy i drugi arbitraż wiedeński, a także aneksję części Jugosławii. Nie udało się jednak zająć całej Słowacji (choć Hitler zagroził Jozefowi Tiso, że przekaże kraj Węgrom, jeśli nie zostanie ogłoszona niepodległość od Czecho-Słowacji), ani też Chorwacji (która stała się niepodległym, acz zależnym od Niemiec państwem).

### Rumunia
Rumunia w 1940 roku utraciła wielkie tereny. Na skutek radzieckiego najazdu w dniach od 28 czerwca do 3 lipca utraciła całą Besarabię i północną Bukowinę, a 30 sierpnia drugi arbitraż wiedeński odebrał jej większość Siedmiogrodu, Marmaroszu oraz północną Kriszanę na rzecz Węgier. 7 września, na mocy traktatu z Krajowej Bułgaria odzyskała południową Dobrudżę, będącą całością jej zdobyczy w II wojnie bałkańskiej. Polityka rumuńska miała na celu przywrócenie granic państwa sprzed jego rozbioru. Choć protekcja niemiecka wobec Węgier uniemożliwiała starania dla rewizji granic w tym kierunku, to Rumunii udało się odzyskać zdobycze ZSRR podzielone między Ukraińską SRR i nowo utworzoną Mołdawską ASRR w wyniku operacji München, a także wziąć pod okupację część Ukrainy ze strategicznie ważnym miastem Odessa.

Możliwe granice powojennych Niemiec (ciemnozielony) i ich protektoratów (jasnozielony)
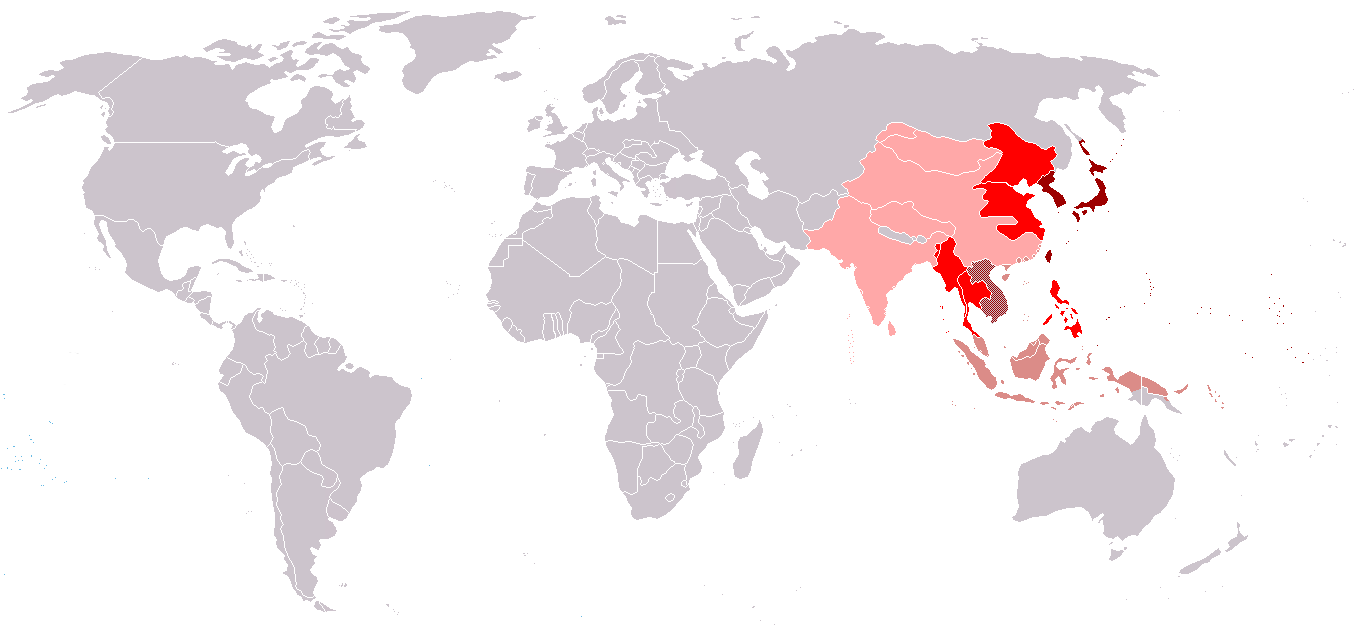
Japonia (ciemnoczerwony), uczestnicy konferencji tokijskiej (czerwony), ich roszczenia terytorialne (jasnoczerwony)
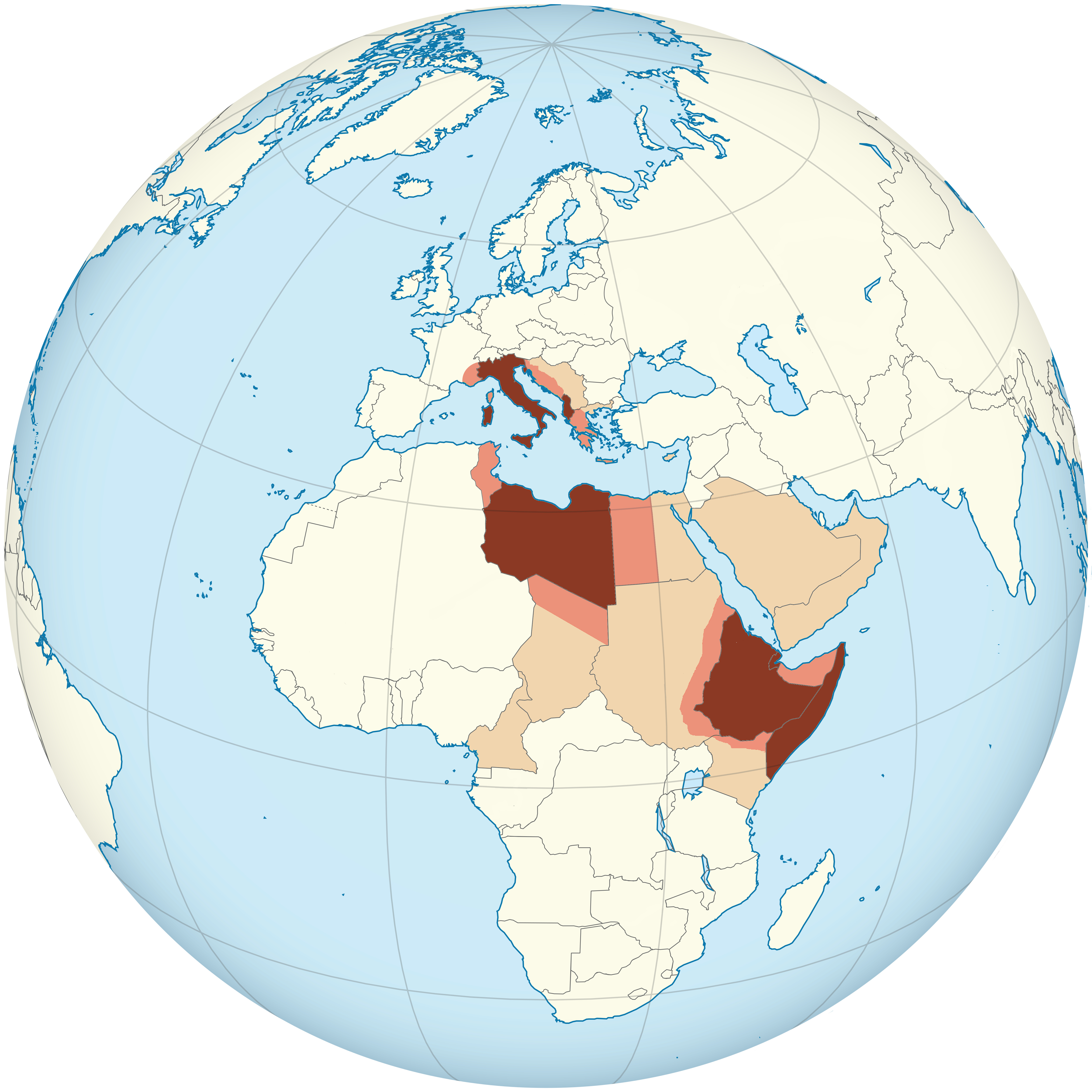
Włochy w 1939 roku (brązowy), najdalszy zasięg zdobyczy włoskich (różowy), planowana spazio vitale (żółty)
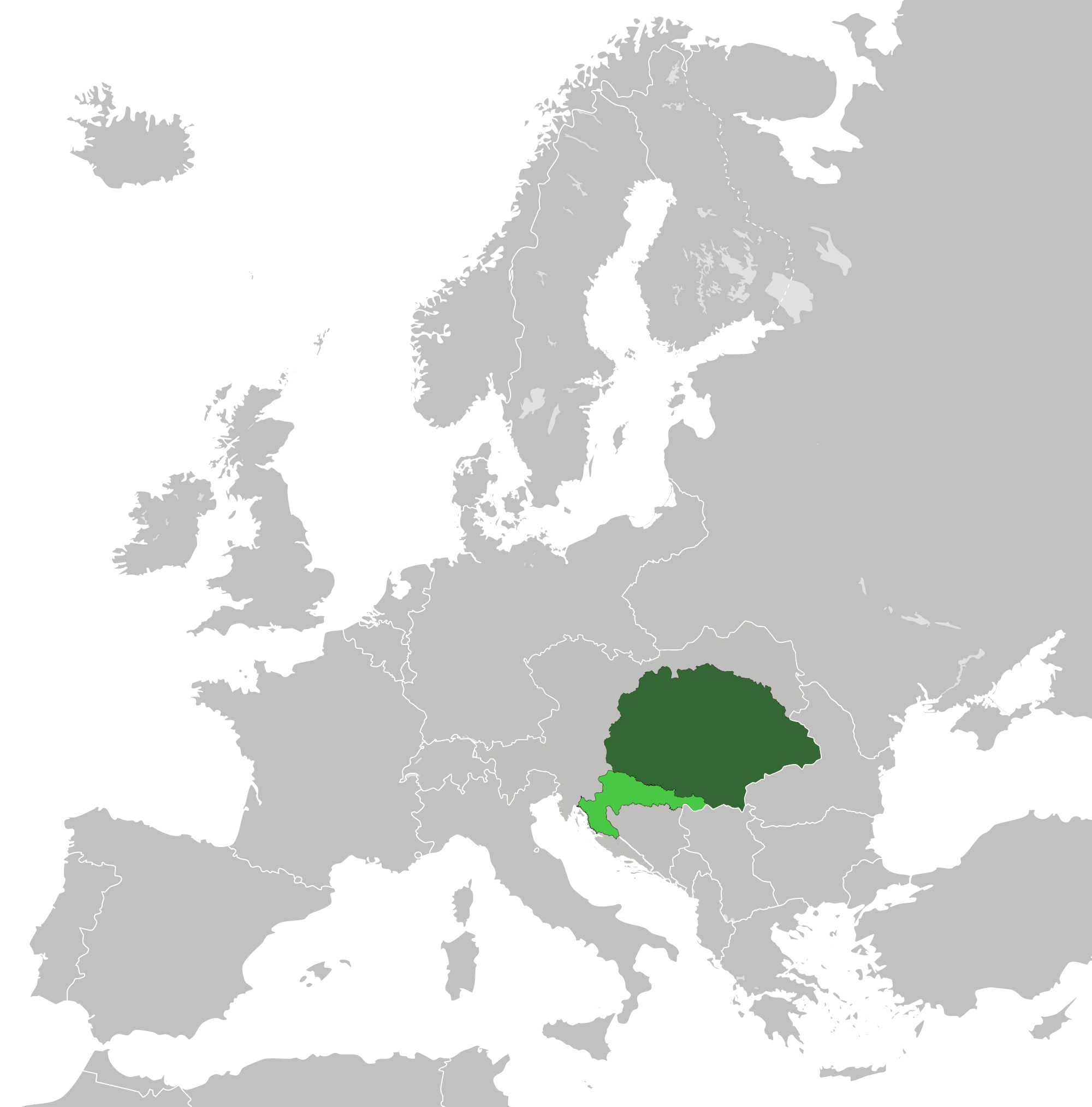
Węgry przed traktatem w Trianon
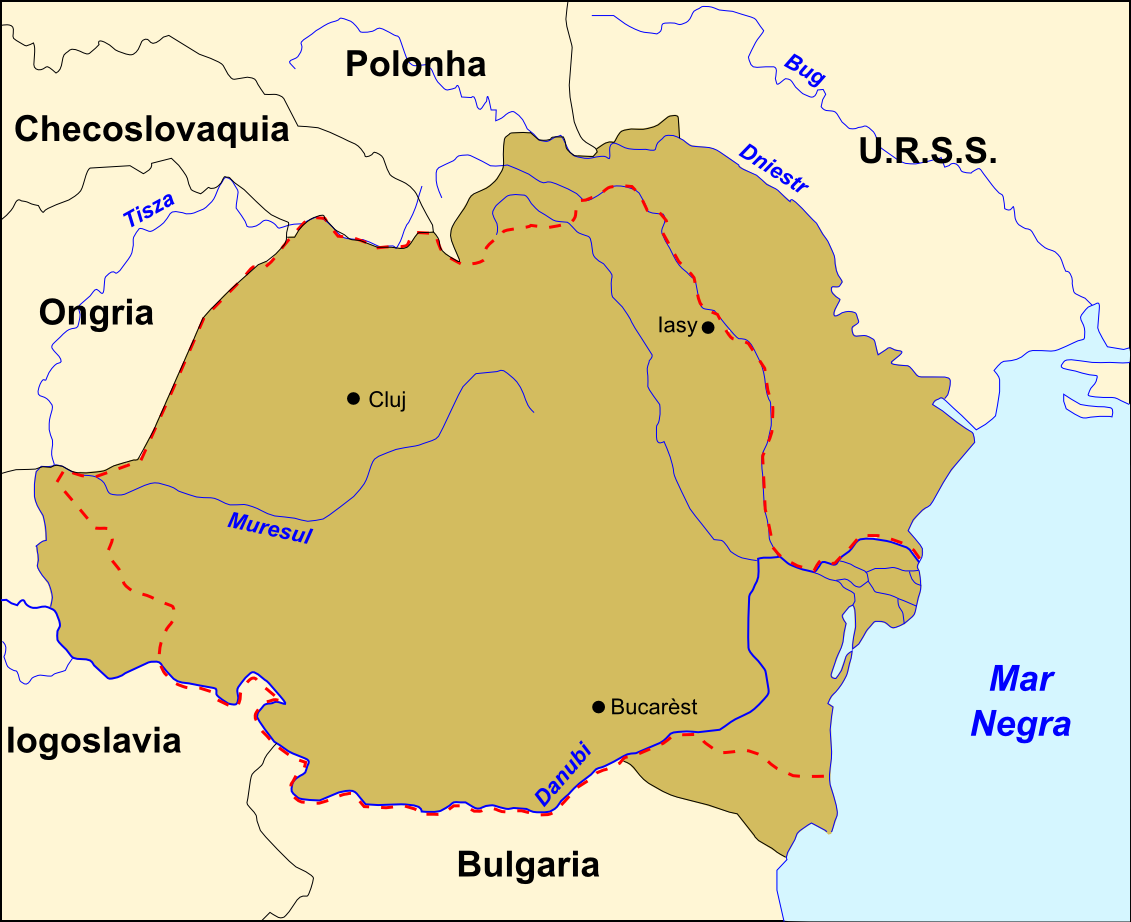
Rumunia w 1925 roku

## Państwa Osi w Karcie ONZ
Karta ONZ w art. 107 głosi Nic w niniejszej Karcie nie pozbawia mocy prawnej ani nie przeszkadza podejmowaniu wobec jakiegokolwiek państwa, które podczas II wojny światowej było nieprzyjacielem któregokolwiek sygnatariusza niniejszej Karty, działań, podjętych lub sankcjonowanych w wyniku tej wojny przez rządy, które za te działania odpowiadają. Art. 53 zabraniając użycia siły bez upoważnienia Rady Bezpieczeństwa czyni wyjątek dla środków, stosowanych przeciw jakiemukolwiek państwu nieprzyjacielskiemu przewidzianych w wykonaniu art. 107 lub w układach regionalnych, skierowanych przeciwko powrotowi takiego państwa do polityki agresji, dopóki Organizacja nie będzie mogła na żądanie zainteresowanych rządów przyjąć odpowiedzialności za niedopuszczenie do dalszej agresji ze strony takiego państwa.
Postanowienia te nie znalazły zastosowania, bowiem Karta weszła w życie już po zakończeniu wojny, zaś byłe państwa Osi (prócz Niemiec) wkrótce zawarły układy pokojowe z aliantami (Pokój paryski (1947), Konferencja pokojowa w San Francisco (1951)).